# Шахматы
Шахматы (перс. شاه مات, шах мат — властитель умер) — детерминированная игра с совершенной информацией, в которой два игрока поочерёдно перемещают фигуры на поле 8х8 клеток с целью поставить мат королю противника.
Это одна из самых древних и популярных по сей день логических игр в мире, а также интеллектуальный вид спорта, высшим достижением в котором является звание чемпиона мира. Особые формы соревнований — сеанс одновременной игры и заочные шахматы.
Кроме классических шахмат, существует множество разновидностей этой игры, среди которых, в первую очередь, выделяются шахматы Фишера. На основе шахмат составляются шахматные задачи и этюды. Некоторые аспекты шахмат подвергаются математическим расчётам — например, в задачах о ходе коня и восьми ферзях.

## История

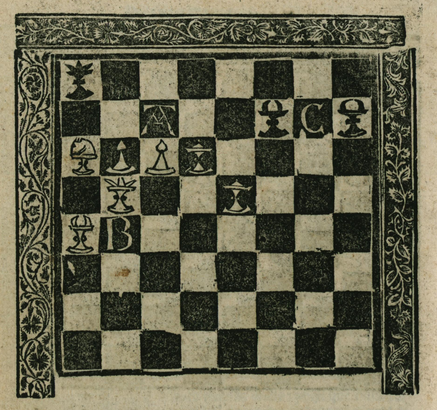
Шахматная задача из книги 1497 года

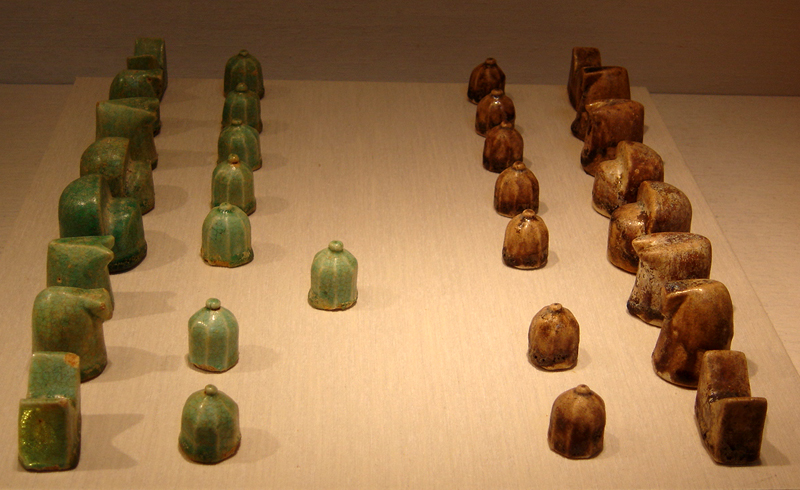
Персидские шахматы XII века

Считается, что история шахмат насчитывает не менее полутора тысяч лет. Известно множество версий объяснения развития шахмат и их распространение по всему миру — «индийская», «византийская» и другие.
Согласно наиболее распространённой из них, первая известная игра-прародитель шахмат — чатуранга — появилась в Индии не позже VI века нашей эры, поскольку именно тогда её правила получил оттуда персидский шах Хосров I Ануширван (531—579). Попав в соседние с Индией страны, чатуранга претерпела ряд изменений. Её потомком на Арабском Востоке стал шатрандж, а в Юго-Восточной Азии — сянци (Китай), макрук (Таиланд) и сёги (Япония). Шатрандж в IX—X веках от арабов попал в Европу и Африку. Европейские игроки продолжили вносить в игру изменения, в результате чего к XV веку сложились правила, которые сегодня известны как «классические».
Окончательно правила шахмат стандартизировали в XIX веке, когда стали систематически проводиться международные турниры. С 1886 года разыгрывается звание чемпиона мира по шахматам. С 1924 года существует Международная шахматная федерация — ФИДЕ, под эгидой которой, начиная с середины XX века, проводится большинство международных соревнований.
В СССР существовала сильнейшая шахматная школа, получившая развитие благодаря целенаправленной политике государства в этом направлении.

### Соревнования

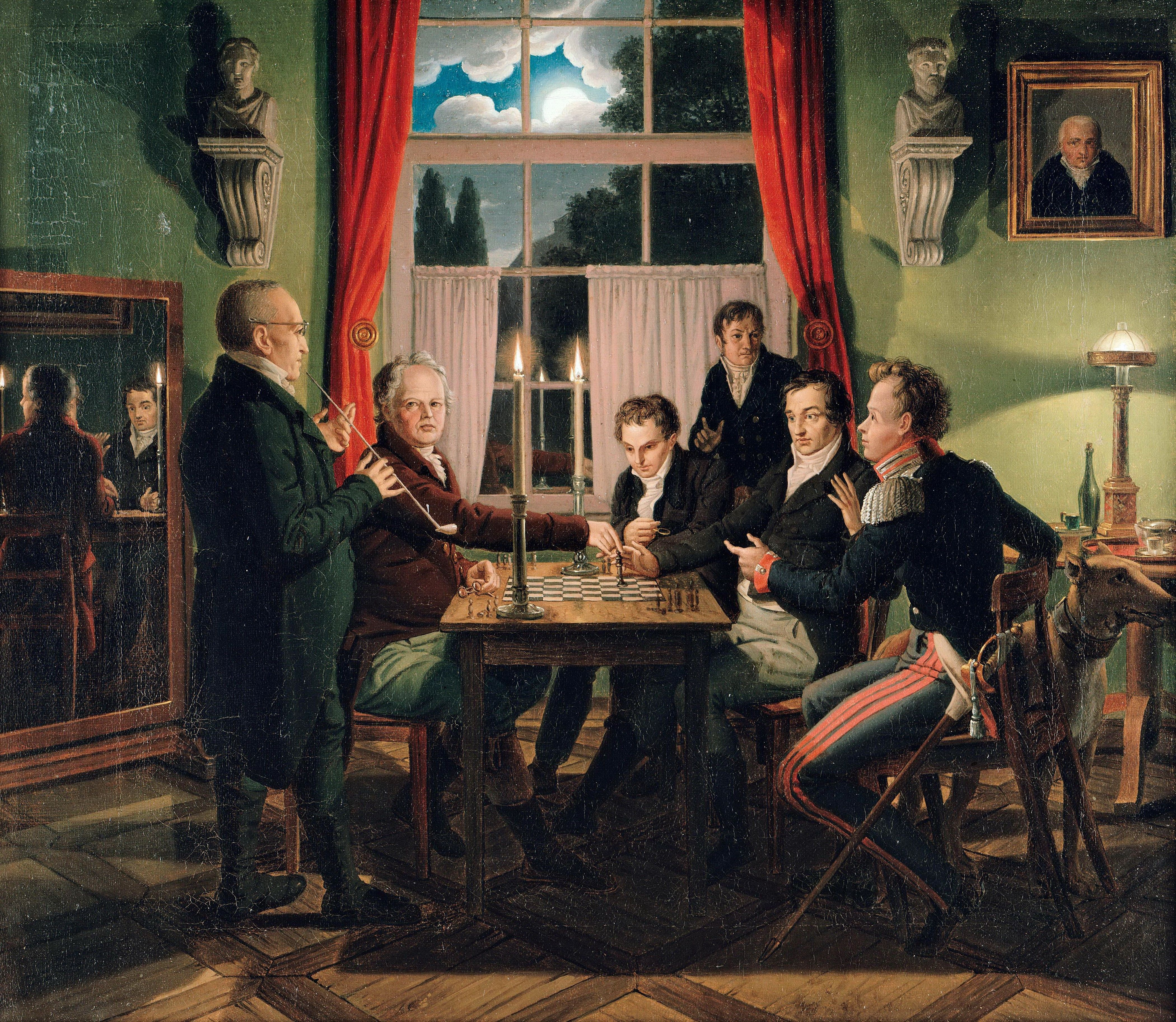
Партия в шахматы во дворце Фосс в Берлине, 1818—1819 г.

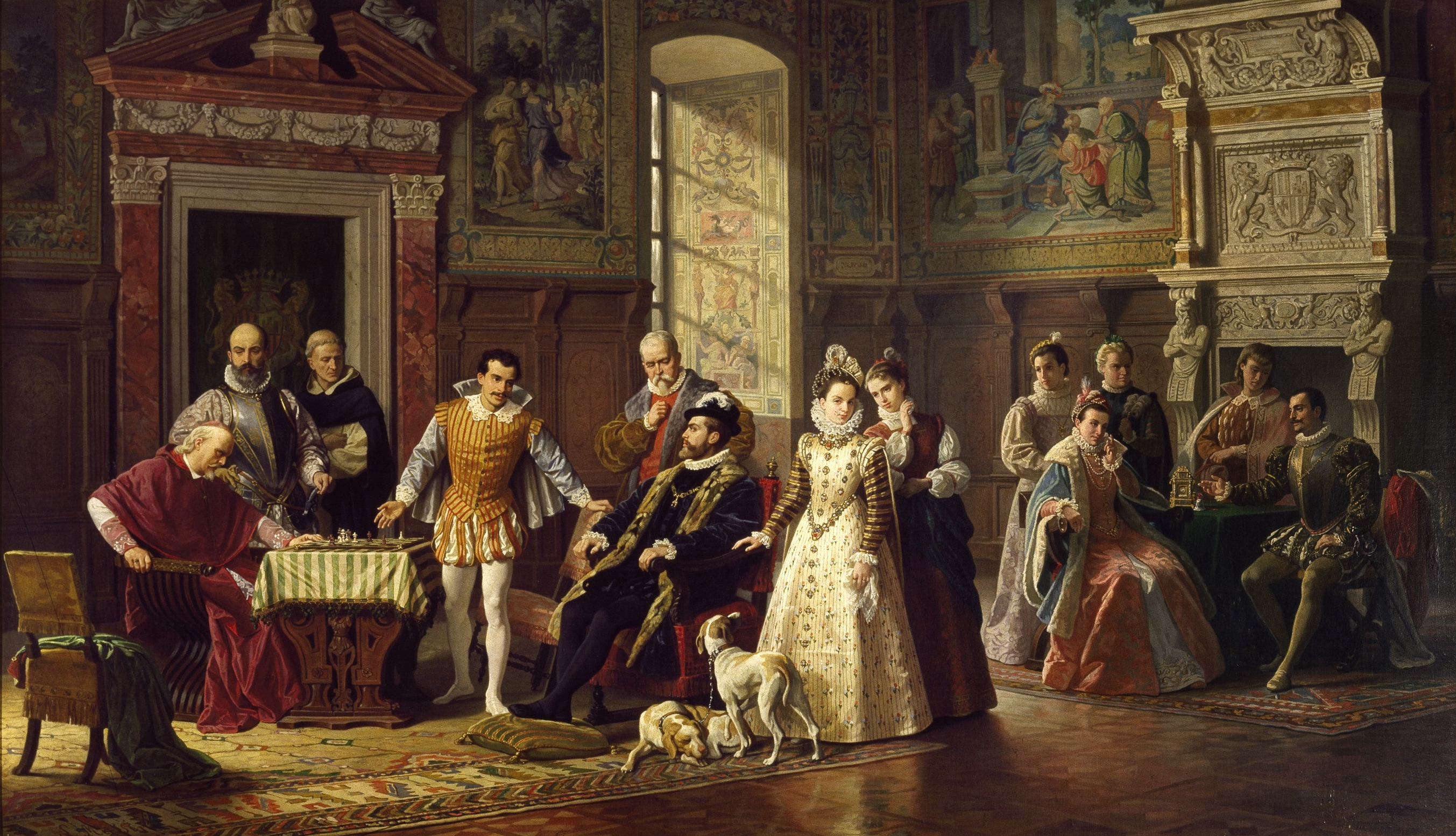
Шахматный турнир при дворе короля Испании, 1871 г.

В 1575 году в Мадриде при дворе короля Филиппа II был проведён первый международный шахматный турнир, в котором двум итальянским шахматистам противостояли два лучших шахматиста Испании. С XVI века начали появляться шахматные клубы, где собирались любители и полупрофессионалы, игравшие зачастую на денежную ставку. Наибольшую известность среди них приобрели Кафе де ля Режанс в Париже и Schadows Schachklub в Берлине.
В течение двух последующих веков распространение шахмат привело к появлению национальных турниров в большинстве европейских стран. Выходят шахматные издания, сначала единичные и нерегулярные, но с течением времени приобретающие всё бо́льшую популярность.
В XIX веке начали проводиться международные матчи (с 1821 года) и турниры (с 1851). На первом таком турнире, проходившем в Лондоне в 1851 году, одержал победу Адольф Андерсен. Именно он стал неофициальным «шахматным королём», то есть тем, кого считали сильнейшим шахматистом мира. Впоследствии это звание оспорил Пол Морфи (США), выигравший в 1858 году матч со счётом +7-2=2, однако после ухода в 1859 году Морфи с шахматной сцены Андерсен вновь стал первым, и лишь в 1866 году Вильгельм Стейниц выиграл у Андерсена матч со счётом +8-6 и стал новым «некоронованным королём».
Первым чемпионом мира по шахматам, который официально носил это звание, стал тот же Вильгельм Стейниц, победив Иоганна Цукерторта в первом в истории матче, в соглашении о котором появилось выражение «матч на первенство мира». Таким образом, явочным порядком сложилась система преемственности звания: новым чемпионом мира становился тот, кто выигрывал матч у предыдущего, при этом действующий чемпион оставлял за собой право согласиться на матч или отвергнуть соперника. В связи с этим он фактически же определял условия и место проведения матча. В некоторых соглашениях о матче предусматривалось право чемпиона на матч-реванш в случае проигрыша; победа в таком матче возвращала чемпионское звание предыдущему владельцу.
Формально ничто не могло вынудить чемпиона принять вызов, однако из соображений сохранения репутации он не мог безосновательно отказать претенденту, если тот зарекомендовал себя достаточно сильным игроком. Тем не менее уже для второго чемпиона мира Эмануила Ласкера обычным делом было создание различных искусственных препятствий и затягивание переговоров о матче с сильными претендентами, иногда на годы. Первый свой матч на первенство мира в ранге действующего чемпиона он сыграл лишь десять лет спустя после завоевания этого звания, в 1905 году с Фрэнком Маршаллом. В 1914 году крупнейшие шахматные федерации того времени (Британская, Германская, Российская) предприняли первую попытку упорядочить розыгрыш звания чемпиона мира, для чего был организован Санкт-Петербургский турнир маэстро. Однако этому помешало начало мировой войны. В 1922 году была предпринята ещё одна попытка упорядочить механизм вызова: по настоянию Хосе Рауля Капабланки во время турнира в Лондоне его сильнейшими участниками был подписан так называемый Лондонский протокол, согласно которому чемпион под угрозой лишения звания был обязан принять вызов претендента, если тот входит в число «общепризнанных маэстро» и обеспечит финансирование матча (общий призовой фонд матча, согласно протоколу, должен был составлять 10 тысяч долларов США).
Первый общепризнанный чемпионат мира по шахматам под эгидой ФИДЕ был проведён в 1948 году, когда, с одной стороны, из-за смерти Александра Алехина непобеждённым, с другой стороны, согласия ведущих шахматистов мира (Михаила Ботвинника, Пауля Кереса, Макса Эйве, Сэмюэля Решевского, Ройбна Файна, Василия Смыслова), могущих претендовать на звание чемпиона мира, на розыгрыш этого звания при посредничестве ФИДЕ, старая система преемственности звания прекратила своё действие. Победителем стал советский гроссмейстер Михаил Ботвинник. ФИДЕ ввела систему отборочных соревнований для завоевания титула чемпиона: победители отборочных этапов (обычно — национальных первенств) выходили в зональные турниры, победители зональных соревнований выходили в межзональный турнир, а обладатели лучших результатов в последних принимали участие в кандидатском турнире или серии матчей, по итогам которых определялся соперник для действующего чемпиона. Формулы и цикличности отборочных соревнований, и самих отборочных соревнований, и матча за титул несколько раз менялась.
С 1993 по 2006 год существовали разногласия по поводу того, кому принадлежит титул чемпиона мира. Было два чемпиона мира — по версии ПША (он назывался также чемпионом по классической версии) и по версии ФИДЕ. После серии договорённостей между ФИДЕ, с одной стороны, Гарри Каспаровым и Владимиром Крамником с другой, и проведения объединительного матча Крамник — Топалов в 2006 году восстановлена монополия ФИДЕ на проведение мирового первенства и присвоение звания чемпиона мира по шахматам. Первым «объединённым» чемпионом мира стал Владимир Крамник (Россия), выигравший этот матч.
В настоящее время чемпионом мира по шахматам является Гукеш Доммараджу.
С 1927 года проводятся и отдельные чемпионаты мира по шахматам среди женщин (при этом женщины имеют право участвовать и в розыгрыше основного титула). Первой чемпионкой мира была Вера Менчик из Великобритании, затем до начала 1990-х годов титул принадлежал только советским шахматисткам — Л. Руденко, Е. Быковой, О. Рубцовой, Н. Гаприндашвили (1962—1978), М. Чибурданидзе (1978—1991). В 1991—2008 годах чемпионками мира (с перерывами в 1996—1999 год и 2004—2006 год) были, в основном, китаянки, в 2008—2010 годах — россиянка Александра Костенюк. В 2010—2012 годах чемпионкой мира по шахматам была Хоу Ифань. В 2012 году новой чемпионкой мира стала украинка Анна Ушенина. В 2013 году Хоу Ифань завоевала шахматную корону. В 2015 году в турнире по нокаут-системе одержала победу Мария Музычук. В 2016 году Хоу Ифань в матче одержала победу и стала новым чемпионом. Чемпионат мира по шахматам среди женщин 2017 года по нокаут-системе выиграла китаянка Тань Чжунъи.

## Набор для игры

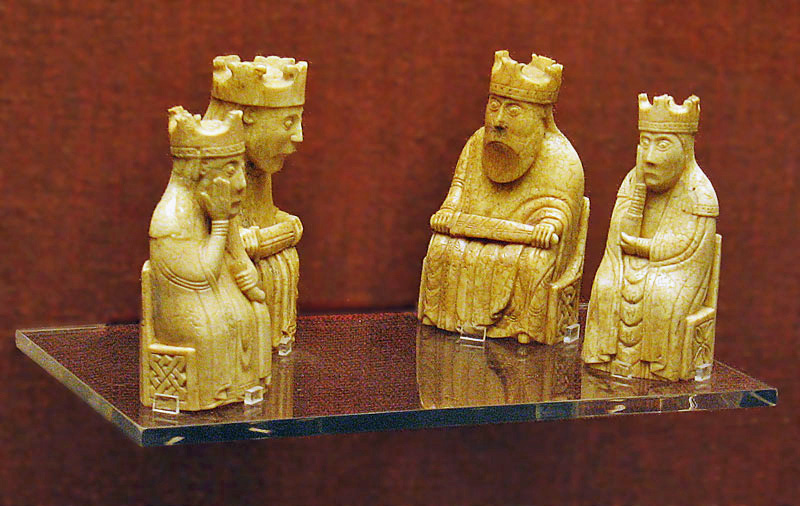
Два короля и два ферзя в Британском музее

Шахматная доска — игровое поле из 64 клеток (полей) — 8 по горизонтали и 8 по вертикали. Одни поля, как и фигуры, называются белыми, другие чёрными. Поля чередуются друг с другом по цвету таким образом, что соседние по вертикали и горизонтали поля окрашены двумя разными цветами. См. также Шахматный стол.
Шахматные фигуры — два набора белых и чёрных фигур, в каждом из которых один король  (Кр), ферзь  (Ф), две ладьи  (Л), два слона  (С), два коня  (К) и восемь пешек .
Оформление фигур может быть различным, однако стандартным является дизайн Стаунтон, созданный в 1849 году в Англии. Большинство наборов фигур повторяет его в той или иной степени.
Для записи партий в спортивных шахматах используется шахматный бланк, для контроля времени игры — шахматные часы.

## Правила
|   | a | b | c | d | e | f | g | h |   |
| - | --- | --- | --- | --- | --- | --- | --- | --- | - |
| 8 | a8 чёрная ладья · b8 чёрный конь · c8 чёрный слон · d8 чёрный ферзь · e8 чёрный король · f8 чёрный слон · g8 чёрный конь · h8 чёрная ладья · a7 чёрная пешка · b7 чёрная пешка · c7 чёрная пешка · d7 чёрная пешка · e7 чёрная пешка · f7 чёрная пешка · g7 чёрная пешка · h7 чёрная пешка · a2 белая пешка · b2 белая пешка · c2 белая пешка · d2 белая пешка · e2 белая пешка · f2 белая пешка · g2 белая пешка · h2 белая пешка · a1 белая ладья · b1 белый конь · c1 белый слон · d1 белый ферзь · e1 белый король · f1 белый слон · g1 белый конь · h1 белая ладья | a8 чёрная ладья · b8 чёрный конь · c8 чёрный слон · d8 чёрный ферзь · e8 чёрный король · f8 чёрный слон · g8 чёрный конь · h8 чёрная ладья · a7 чёрная пешка · b7 чёрная пешка · c7 чёрная пешка · d7 чёрная пешка · e7 чёрная пешка · f7 чёрная пешка · g7 чёрная пешка · h7 чёрная пешка · a2 белая пешка · b2 белая пешка · c2 белая пешка · d2 белая пешка · e2 белая пешка · f2 белая пешка · g2 белая пешка · h2 белая пешка · a1 белая ладья · b1 белый конь · c1 белый слон · d1 белый ферзь · e1 белый король · f1 белый слон · g1 белый конь · h1 белая ладья | a8 чёрная ладья · b8 чёрный конь · c8 чёрный слон · d8 чёрный ферзь · e8 чёрный король · f8 чёрный слон · g8 чёрный конь · h8 чёрная ладья · a7 чёрная пешка · b7 чёрная пешка · c7 чёрная пешка · d7 чёрная пешка · e7 чёрная пешка · f7 чёрная пешка · g7 чёрная пешка · h7 чёрная пешка · a2 белая пешка · b2 белая пешка · c2 белая пешка · d2 белая пешка · e2 белая пешка · f2 белая пешка · g2 белая пешка · h2 белая пешка · a1 белая ладья · b1 белый конь · c1 белый слон · d1 белый ферзь · e1 белый король · f1 белый слон · g1 белый конь · h1 белая ладья | a8 чёрная ладья · b8 чёрный конь · c8 чёрный слон · d8 чёрный ферзь · e8 чёрный король · f8 чёрный слон · g8 чёрный конь · h8 чёрная ладья · a7 чёрная пешка · b7 чёрная пешка · c7 чёрная пешка · d7 чёрная пешка · e7 чёрная пешка · f7 чёрная пешка · g7 чёрная пешка · h7 чёрная пешка · a2 белая пешка · b2 белая пешка · c2 белая пешка · d2 белая пешка · e2 белая пешка · f2 белая пешка · g2 белая пешка · h2 белая пешка · a1 белая ладья · b1 белый конь · c1 белый слон · d1 белый ферзь · e1 белый король · f1 белый слон · g1 белый конь · h1 белая ладья | a8 чёрная ладья · b8 чёрный конь · c8 чёрный слон · d8 чёрный ферзь · e8 чёрный король · f8 чёрный слон · g8 чёрный конь · h8 чёрная ладья · a7 чёрная пешка · b7 чёрная пешка · c7 чёрная пешка · d7 чёрная пешка · e7 чёрная пешка · f7 чёрная пешка · g7 чёрная пешка · h7 чёрная пешка · a2 белая пешка · b2 белая пешка · c2 белая пешка · d2 белая пешка · e2 белая пешка · f2 белая пешка · g2 белая пешка · h2 белая пешка · a1 белая ладья · b1 белый конь · c1 белый слон · d1 белый ферзь · e1 белый король · f1 белый слон · g1 белый конь · h1 белая ладья | a8 чёрная ладья · b8 чёрный конь · c8 чёрный слон · d8 чёрный ферзь · e8 чёрный король · f8 чёрный слон · g8 чёрный конь · h8 чёрная ладья · a7 чёрная пешка · b7 чёрная пешка · c7 чёрная пешка · d7 чёрная пешка · e7 чёрная пешка · f7 чёрная пешка · g7 чёрная пешка · h7 чёрная пешка · a2 белая пешка · b2 белая пешка · c2 белая пешка · d2 белая пешка · e2 белая пешка · f2 белая пешка · g2 белая пешка · h2 белая пешка · a1 белая ладья · b1 белый конь · c1 белый слон · d1 белый ферзь · e1 белый король · f1 белый слон · g1 белый конь · h1 белая ладья | a8 чёрная ладья · b8 чёрный конь · c8 чёрный слон · d8 чёрный ферзь · e8 чёрный король · f8 чёрный слон · g8 чёрный конь · h8 чёрная ладья · a7 чёрная пешка · b7 чёрная пешка · c7 чёрная пешка · d7 чёрная пешка · e7 чёрная пешка · f7 чёрная пешка · g7 чёрная пешка · h7 чёрная пешка · a2 белая пешка · b2 белая пешка · c2 белая пешка · d2 белая пешка · e2 белая пешка · f2 белая пешка · g2 белая пешка · h2 белая пешка · a1 белая ладья · b1 белый конь · c1 белый слон · d1 белый ферзь · e1 белый король · f1 белый слон · g1 белый конь · h1 белая ладья | a8 чёрная ладья · b8 чёрный конь · c8 чёрный слон · d8 чёрный ферзь · e8 чёрный король · f8 чёрный слон · g8 чёрный конь · h8 чёрная ладья · a7 чёрная пешка · b7 чёрная пешка · c7 чёрная пешка · d7 чёрная пешка · e7 чёрная пешка · f7 чёрная пешка · g7 чёрная пешка · h7 чёрная пешка · a2 белая пешка · b2 белая пешка · c2 белая пешка · d2 белая пешка · e2 белая пешка · f2 белая пешка · g2 белая пешка · h2 белая пешка · a1 белая ладья · b1 белый конь · c1 белый слон · d1 белый ферзь · e1 белый король · f1 белый слон · g1 белый конь · h1 белая ладья | 8 |
| 7 | a8 чёрная ладья · b8 чёрный конь · c8 чёрный слон · d8 чёрный ферзь · e8 чёрный король · f8 чёрный слон · g8 чёрный конь · h8 чёрная ладья · a7 чёрная пешка · b7 чёрная пешка · c7 чёрная пешка · d7 чёрная пешка · e7 чёрная пешка · f7 чёрная пешка · g7 чёрная пешка · h7 чёрная пешка · a2 белая пешка · b2 белая пешка · c2 белая пешка · d2 белая пешка · e2 белая пешка · f2 белая пешка · g2 белая пешка · h2 белая пешка · a1 белая ладья · b1 белый конь · c1 белый слон · d1 белый ферзь · e1 белый король · f1 белый слон · g1 белый конь · h1 белая ладья | a8 чёрная ладья · b8 чёрный конь · c8 чёрный слон · d8 чёрный ферзь · e8 чёрный король · f8 чёрный слон · g8 чёрный конь · h8 чёрная ладья · a7 чёрная пешка · b7 чёрная пешка · c7 чёрная пешка · d7 чёрная пешка · e7 чёрная пешка · f7 чёрная пешка · g7 чёрная пешка · h7 чёрная пешка · a2 белая пешка · b2 белая пешка · c2 белая пешка · d2 белая пешка · e2 белая пешка · f2 белая пешка · g2 белая пешка · h2 белая пешка · a1 белая ладья · b1 белый конь · c1 белый слон · d1 белый ферзь · e1 белый король · f1 белый слон · g1 белый конь · h1 белая ладья | a8 чёрная ладья · b8 чёрный конь · c8 чёрный слон · d8 чёрный ферзь · e8 чёрный король · f8 чёрный слон · g8 чёрный конь · h8 чёрная ладья · a7 чёрная пешка · b7 чёрная пешка · c7 чёрная пешка · d7 чёрная пешка · e7 чёрная пешка · f7 чёрная пешка · g7 чёрная пешка · h7 чёрная пешка · a2 белая пешка · b2 белая пешка · c2 белая пешка · d2 белая пешка · e2 белая пешка · f2 белая пешка · g2 белая пешка · h2 белая пешка · a1 белая ладья · b1 белый конь · c1 белый слон · d1 белый ферзь · e1 белый король · f1 белый слон · g1 белый конь · h1 белая ладья | a8 чёрная ладья · b8 чёрный конь · c8 чёрный слон · d8 чёрный ферзь · e8 чёрный король · f8 чёрный слон · g8 чёрный конь · h8 чёрная ладья · a7 чёрная пешка · b7 чёрная пешка · c7 чёрная пешка · d7 чёрная пешка · e7 чёрная пешка · f7 чёрная пешка · g7 чёрная пешка · h7 чёрная пешка · a2 белая пешка · b2 белая пешка · c2 белая пешка · d2 белая пешка · e2 белая пешка · f2 белая пешка · g2 белая пешка · h2 белая пешка · a1 белая ладья · b1 белый конь · c1 белый слон · d1 белый ферзь · e1 белый король · f1 белый слон · g1 белый конь · h1 белая ладья | a8 чёрная ладья · b8 чёрный конь · c8 чёрный слон · d8 чёрный ферзь · e8 чёрный король · f8 чёрный слон · g8 чёрный конь · h8 чёрная ладья · a7 чёрная пешка · b7 чёрная пешка · c7 чёрная пешка · d7 чёрная пешка · e7 чёрная пешка · f7 чёрная пешка · g7 чёрная пешка · h7 чёрная пешка · a2 белая пешка · b2 белая пешка · c2 белая пешка · d2 белая пешка · e2 белая пешка · f2 белая пешка · g2 белая пешка · h2 белая пешка · a1 белая ладья · b1 белый конь · c1 белый слон · d1 белый ферзь · e1 белый король · f1 белый слон · g1 белый конь · h1 белая ладья | a8 чёрная ладья · b8 чёрный конь · c8 чёрный слон · d8 чёрный ферзь · e8 чёрный король · f8 чёрный слон · g8 чёрный конь · h8 чёрная ладья · a7 чёрная пешка · b7 чёрная пешка · c7 чёрная пешка · d7 чёрная пешка · e7 чёрная пешка · f7 чёрная пешка · g7 чёрная пешка · h7 чёрная пешка · a2 белая пешка · b2 белая пешка · c2 белая пешка · d2 белая пешка · e2 белая пешка · f2 белая пешка · g2 белая пешка · h2 белая пешка · a1 белая ладья · b1 белый конь · c1 белый слон · d1 белый ферзь · e1 белый король · f1 белый слон · g1 белый конь · h1 белая ладья | a8 чёрная ладья · b8 чёрный конь · c8 чёрный слон · d8 чёрный ферзь · e8 чёрный король · f8 чёрный слон · g8 чёрный конь · h8 чёрная ладья · a7 чёрная пешка · b7 чёрная пешка · c7 чёрная пешка · d7 чёрная пешка · e7 чёрная пешка · f7 чёрная пешка · g7 чёрная пешка · h7 чёрная пешка · a2 белая пешка · b2 белая пешка · c2 белая пешка · d2 белая пешка · e2 белая пешка · f2 белая пешка · g2 белая пешка · h2 белая пешка · a1 белая ладья · b1 белый конь · c1 белый слон · d1 белый ферзь · e1 белый король · f1 белый слон · g1 белый конь · h1 белая ладья | a8 чёрная ладья · b8 чёрный конь · c8 чёрный слон · d8 чёрный ферзь · e8 чёрный король · f8 чёрный слон · g8 чёрный конь · h8 чёрная ладья · a7 чёрная пешка · b7 чёрная пешка · c7 чёрная пешка · d7 чёрная пешка · e7 чёрная пешка · f7 чёрная пешка · g7 чёрная пешка · h7 чёрная пешка · a2 белая пешка · b2 белая пешка · c2 белая пешка · d2 белая пешка · e2 белая пешка · f2 белая пешка · g2 белая пешка · h2 белая пешка · a1 белая ладья · b1 белый конь · c1 белый слон · d1 белый ферзь · e1 белый король · f1 белый слон · g1 белый конь · h1 белая ладья | 7 |
| 6 | a8 чёрная ладья · b8 чёрный конь · c8 чёрный слон · d8 чёрный ферзь · e8 чёрный король · f8 чёрный слон · g8 чёрный конь · h8 чёрная ладья · a7 чёрная пешка · b7 чёрная пешка · c7 чёрная пешка · d7 чёрная пешка · e7 чёрная пешка · f7 чёрная пешка · g7 чёрная пешка · h7 чёрная пешка · a2 белая пешка · b2 белая пешка · c2 белая пешка · d2 белая пешка · e2 белая пешка · f2 белая пешка · g2 белая пешка · h2 белая пешка · a1 белая ладья · b1 белый конь · c1 белый слон · d1 белый ферзь · e1 белый король · f1 белый слон · g1 белый конь · h1 белая ладья | a8 чёрная ладья · b8 чёрный конь · c8 чёрный слон · d8 чёрный ферзь · e8 чёрный король · f8 чёрный слон · g8 чёрный конь · h8 чёрная ладья · a7 чёрная пешка · b7 чёрная пешка · c7 чёрная пешка · d7 чёрная пешка · e7 чёрная пешка · f7 чёрная пешка · g7 чёрная пешка · h7 чёрная пешка · a2 белая пешка · b2 белая пешка · c2 белая пешка · d2 белая пешка · e2 белая пешка · f2 белая пешка · g2 белая пешка · h2 белая пешка · a1 белая ладья · b1 белый конь · c1 белый слон · d1 белый ферзь · e1 белый король · f1 белый слон · g1 белый конь · h1 белая ладья | a8 чёрная ладья · b8 чёрный конь · c8 чёрный слон · d8 чёрный ферзь · e8 чёрный король · f8 чёрный слон · g8 чёрный конь · h8 чёрная ладья · a7 чёрная пешка · b7 чёрная пешка · c7 чёрная пешка · d7 чёрная пешка · e7 чёрная пешка · f7 чёрная пешка · g7 чёрная пешка · h7 чёрная пешка · a2 белая пешка · b2 белая пешка · c2 белая пешка · d2 белая пешка · e2 белая пешка · f2 белая пешка · g2 белая пешка · h2 белая пешка · a1 белая ладья · b1 белый конь · c1 белый слон · d1 белый ферзь · e1 белый король · f1 белый слон · g1 белый конь · h1 белая ладья | a8 чёрная ладья · b8 чёрный конь · c8 чёрный слон · d8 чёрный ферзь · e8 чёрный король · f8 чёрный слон · g8 чёрный конь · h8 чёрная ладья · a7 чёрная пешка · b7 чёрная пешка · c7 чёрная пешка · d7 чёрная пешка · e7 чёрная пешка · f7 чёрная пешка · g7 чёрная пешка · h7 чёрная пешка · a2 белая пешка · b2 белая пешка · c2 белая пешка · d2 белая пешка · e2 белая пешка · f2 белая пешка · g2 белая пешка · h2 белая пешка · a1 белая ладья · b1 белый конь · c1 белый слон · d1 белый ферзь · e1 белый король · f1 белый слон · g1 белый конь · h1 белая ладья | a8 чёрная ладья · b8 чёрный конь · c8 чёрный слон · d8 чёрный ферзь · e8 чёрный король · f8 чёрный слон · g8 чёрный конь · h8 чёрная ладья · a7 чёрная пешка · b7 чёрная пешка · c7 чёрная пешка · d7 чёрная пешка · e7 чёрная пешка · f7 чёрная пешка · g7 чёрная пешка · h7 чёрная пешка · a2 белая пешка · b2 белая пешка · c2 белая пешка · d2 белая пешка · e2 белая пешка · f2 белая пешка · g2 белая пешка · h2 белая пешка · a1 белая ладья · b1 белый конь · c1 белый слон · d1 белый ферзь · e1 белый король · f1 белый слон · g1 белый конь · h1 белая ладья | a8 чёрная ладья · b8 чёрный конь · c8 чёрный слон · d8 чёрный ферзь · e8 чёрный король · f8 чёрный слон · g8 чёрный конь · h8 чёрная ладья · a7 чёрная пешка · b7 чёрная пешка · c7 чёрная пешка · d7 чёрная пешка · e7 чёрная пешка · f7 чёрная пешка · g7 чёрная пешка · h7 чёрная пешка · a2 белая пешка · b2 белая пешка · c2 белая пешка · d2 белая пешка · e2 белая пешка · f2 белая пешка · g2 белая пешка · h2 белая пешка · a1 белая ладья · b1 белый конь · c1 белый слон · d1 белый ферзь · e1 белый король · f1 белый слон · g1 белый конь · h1 белая ладья | a8 чёрная ладья · b8 чёрный конь · c8 чёрный слон · d8 чёрный ферзь · e8 чёрный король · f8 чёрный слон · g8 чёрный конь · h8 чёрная ладья · a7 чёрная пешка · b7 чёрная пешка · c7 чёрная пешка · d7 чёрная пешка · e7 чёрная пешка · f7 чёрная пешка · g7 чёрная пешка · h7 чёрная пешка · a2 белая пешка · b2 белая пешка · c2 белая пешка · d2 белая пешка · e2 белая пешка · f2 белая пешка · g2 белая пешка · h2 белая пешка · a1 белая ладья · b1 белый конь · c1 белый слон · d1 белый ферзь · e1 белый король · f1 белый слон · g1 белый конь · h1 белая ладья | a8 чёрная ладья · b8 чёрный конь · c8 чёрный слон · d8 чёрный ферзь · e8 чёрный король · f8 чёрный слон · g8 чёрный конь · h8 чёрная ладья · a7 чёрная пешка · b7 чёрная пешка · c7 чёрная пешка · d7 чёрная пешка · e7 чёрная пешка · f7 чёрная пешка · g7 чёрная пешка · h7 чёрная пешка · a2 белая пешка · b2 белая пешка · c2 белая пешка · d2 белая пешка · e2 белая пешка · f2 белая пешка · g2 белая пешка · h2 белая пешка · a1 белая ладья · b1 белый конь · c1 белый слон · d1 белый ферзь · e1 белый король · f1 белый слон · g1 белый конь · h1 белая ладья | 6 |
| 5 | a8 чёрная ладья · b8 чёрный конь · c8 чёрный слон · d8 чёрный ферзь · e8 чёрный король · f8 чёрный слон · g8 чёрный конь · h8 чёрная ладья · a7 чёрная пешка · b7 чёрная пешка · c7 чёрная пешка · d7 чёрная пешка · e7 чёрная пешка · f7 чёрная пешка · g7 чёрная пешка · h7 чёрная пешка · a2 белая пешка · b2 белая пешка · c2 белая пешка · d2 белая пешка · e2 белая пешка · f2 белая пешка · g2 белая пешка · h2 белая пешка · a1 белая ладья · b1 белый конь · c1 белый слон · d1 белый ферзь · e1 белый король · f1 белый слон · g1 белый конь · h1 белая ладья | a8 чёрная ладья · b8 чёрный конь · c8 чёрный слон · d8 чёрный ферзь · e8 чёрный король · f8 чёрный слон · g8 чёрный конь · h8 чёрная ладья · a7 чёрная пешка · b7 чёрная пешка · c7 чёрная пешка · d7 чёрная пешка · e7 чёрная пешка · f7 чёрная пешка · g7 чёрная пешка · h7 чёрная пешка · a2 белая пешка · b2 белая пешка · c2 белая пешка · d2 белая пешка · e2 белая пешка · f2 белая пешка · g2 белая пешка · h2 белая пешка · a1 белая ладья · b1 белый конь · c1 белый слон · d1 белый ферзь · e1 белый король · f1 белый слон · g1 белый конь · h1 белая ладья | a8 чёрная ладья · b8 чёрный конь · c8 чёрный слон · d8 чёрный ферзь · e8 чёрный король · f8 чёрный слон · g8 чёрный конь · h8 чёрная ладья · a7 чёрная пешка · b7 чёрная пешка · c7 чёрная пешка · d7 чёрная пешка · e7 чёрная пешка · f7 чёрная пешка · g7 чёрная пешка · h7 чёрная пешка · a2 белая пешка · b2 белая пешка · c2 белая пешка · d2 белая пешка · e2 белая пешка · f2 белая пешка · g2 белая пешка · h2 белая пешка · a1 белая ладья · b1 белый конь · c1 белый слон · d1 белый ферзь · e1 белый король · f1 белый слон · g1 белый конь · h1 белая ладья | a8 чёрная ладья · b8 чёрный конь · c8 чёрный слон · d8 чёрный ферзь · e8 чёрный король · f8 чёрный слон · g8 чёрный конь · h8 чёрная ладья · a7 чёрная пешка · b7 чёрная пешка · c7 чёрная пешка · d7 чёрная пешка · e7 чёрная пешка · f7 чёрная пешка · g7 чёрная пешка · h7 чёрная пешка · a2 белая пешка · b2 белая пешка · c2 белая пешка · d2 белая пешка · e2 белая пешка · f2 белая пешка · g2 белая пешка · h2 белая пешка · a1 белая ладья · b1 белый конь · c1 белый слон · d1 белый ферзь · e1 белый король · f1 белый слон · g1 белый конь · h1 белая ладья | a8 чёрная ладья · b8 чёрный конь · c8 чёрный слон · d8 чёрный ферзь · e8 чёрный король · f8 чёрный слон · g8 чёрный конь · h8 чёрная ладья · a7 чёрная пешка · b7 чёрная пешка · c7 чёрная пешка · d7 чёрная пешка · e7 чёрная пешка · f7 чёрная пешка · g7 чёрная пешка · h7 чёрная пешка · a2 белая пешка · b2 белая пешка · c2 белая пешка · d2 белая пешка · e2 белая пешка · f2 белая пешка · g2 белая пешка · h2 белая пешка · a1 белая ладья · b1 белый конь · c1 белый слон · d1 белый ферзь · e1 белый король · f1 белый слон · g1 белый конь · h1 белая ладья | a8 чёрная ладья · b8 чёрный конь · c8 чёрный слон · d8 чёрный ферзь · e8 чёрный король · f8 чёрный слон · g8 чёрный конь · h8 чёрная ладья · a7 чёрная пешка · b7 чёрная пешка · c7 чёрная пешка · d7 чёрная пешка · e7 чёрная пешка · f7 чёрная пешка · g7 чёрная пешка · h7 чёрная пешка · a2 белая пешка · b2 белая пешка · c2 белая пешка · d2 белая пешка · e2 белая пешка · f2 белая пешка · g2 белая пешка · h2 белая пешка · a1 белая ладья · b1 белый конь · c1 белый слон · d1 белый ферзь · e1 белый король · f1 белый слон · g1 белый конь · h1 белая ладья | a8 чёрная ладья · b8 чёрный конь · c8 чёрный слон · d8 чёрный ферзь · e8 чёрный король · f8 чёрный слон · g8 чёрный конь · h8 чёрная ладья · a7 чёрная пешка · b7 чёрная пешка · c7 чёрная пешка · d7 чёрная пешка · e7 чёрная пешка · f7 чёрная пешка · g7 чёрная пешка · h7 чёрная пешка · a2 белая пешка · b2 белая пешка · c2 белая пешка · d2 белая пешка · e2 белая пешка · f2 белая пешка · g2 белая пешка · h2 белая пешка · a1 белая ладья · b1 белый конь · c1 белый слон · d1 белый ферзь · e1 белый король · f1 белый слон · g1 белый конь · h1 белая ладья | a8 чёрная ладья · b8 чёрный конь · c8 чёрный слон · d8 чёрный ферзь · e8 чёрный король · f8 чёрный слон · g8 чёрный конь · h8 чёрная ладья · a7 чёрная пешка · b7 чёрная пешка · c7 чёрная пешка · d7 чёрная пешка · e7 чёрная пешка · f7 чёрная пешка · g7 чёрная пешка · h7 чёрная пешка · a2 белая пешка · b2 белая пешка · c2 белая пешка · d2 белая пешка · e2 белая пешка · f2 белая пешка · g2 белая пешка · h2 белая пешка · a1 белая ладья · b1 белый конь · c1 белый слон · d1 белый ферзь · e1 белый король · f1 белый слон · g1 белый конь · h1 белая ладья | 5 |
| 4 | a8 чёрная ладья · b8 чёрный конь · c8 чёрный слон · d8 чёрный ферзь · e8 чёрный король · f8 чёрный слон · g8 чёрный конь · h8 чёрная ладья · a7 чёрная пешка · b7 чёрная пешка · c7 чёрная пешка · d7 чёрная пешка · e7 чёрная пешка · f7 чёрная пешка · g7 чёрная пешка · h7 чёрная пешка · a2 белая пешка · b2 белая пешка · c2 белая пешка · d2 белая пешка · e2 белая пешка · f2 белая пешка · g2 белая пешка · h2 белая пешка · a1 белая ладья · b1 белый конь · c1 белый слон · d1 белый ферзь · e1 белый король · f1 белый слон · g1 белый конь · h1 белая ладья | a8 чёрная ладья · b8 чёрный конь · c8 чёрный слон · d8 чёрный ферзь · e8 чёрный король · f8 чёрный слон · g8 чёрный конь · h8 чёрная ладья · a7 чёрная пешка · b7 чёрная пешка · c7 чёрная пешка · d7 чёрная пешка · e7 чёрная пешка · f7 чёрная пешка · g7 чёрная пешка · h7 чёрная пешка · a2 белая пешка · b2 белая пешка · c2 белая пешка · d2 белая пешка · e2 белая пешка · f2 белая пешка · g2 белая пешка · h2 белая пешка · a1 белая ладья · b1 белый конь · c1 белый слон · d1 белый ферзь · e1 белый король · f1 белый слон · g1 белый конь · h1 белая ладья | a8 чёрная ладья · b8 чёрный конь · c8 чёрный слон · d8 чёрный ферзь · e8 чёрный король · f8 чёрный слон · g8 чёрный конь · h8 чёрная ладья · a7 чёрная пешка · b7 чёрная пешка · c7 чёрная пешка · d7 чёрная пешка · e7 чёрная пешка · f7 чёрная пешка · g7 чёрная пешка · h7 чёрная пешка · a2 белая пешка · b2 белая пешка · c2 белая пешка · d2 белая пешка · e2 белая пешка · f2 белая пешка · g2 белая пешка · h2 белая пешка · a1 белая ладья · b1 белый конь · c1 белый слон · d1 белый ферзь · e1 белый король · f1 белый слон · g1 белый конь · h1 белая ладья | a8 чёрная ладья · b8 чёрный конь · c8 чёрный слон · d8 чёрный ферзь · e8 чёрный король · f8 чёрный слон · g8 чёрный конь · h8 чёрная ладья · a7 чёрная пешка · b7 чёрная пешка · c7 чёрная пешка · d7 чёрная пешка · e7 чёрная пешка · f7 чёрная пешка · g7 чёрная пешка · h7 чёрная пешка · a2 белая пешка · b2 белая пешка · c2 белая пешка · d2 белая пешка · e2 белая пешка · f2 белая пешка · g2 белая пешка · h2 белая пешка · a1 белая ладья · b1 белый конь · c1 белый слон · d1 белый ферзь · e1 белый король · f1 белый слон · g1 белый конь · h1 белая ладья | a8 чёрная ладья · b8 чёрный конь · c8 чёрный слон · d8 чёрный ферзь · e8 чёрный король · f8 чёрный слон · g8 чёрный конь · h8 чёрная ладья · a7 чёрная пешка · b7 чёрная пешка · c7 чёрная пешка · d7 чёрная пешка · e7 чёрная пешка · f7 чёрная пешка · g7 чёрная пешка · h7 чёрная пешка · a2 белая пешка · b2 белая пешка · c2 белая пешка · d2 белая пешка · e2 белая пешка · f2 белая пешка · g2 белая пешка · h2 белая пешка · a1 белая ладья · b1 белый конь · c1 белый слон · d1 белый ферзь · e1 белый король · f1 белый слон · g1 белый конь · h1 белая ладья | a8 чёрная ладья · b8 чёрный конь · c8 чёрный слон · d8 чёрный ферзь · e8 чёрный король · f8 чёрный слон · g8 чёрный конь · h8 чёрная ладья · a7 чёрная пешка · b7 чёрная пешка · c7 чёрная пешка · d7 чёрная пешка · e7 чёрная пешка · f7 чёрная пешка · g7 чёрная пешка · h7 чёрная пешка · a2 белая пешка · b2 белая пешка · c2 белая пешка · d2 белая пешка · e2 белая пешка · f2 белая пешка · g2 белая пешка · h2 белая пешка · a1 белая ладья · b1 белый конь · c1 белый слон · d1 белый ферзь · e1 белый король · f1 белый слон · g1 белый конь · h1 белая ладья | a8 чёрная ладья · b8 чёрный конь · c8 чёрный слон · d8 чёрный ферзь · e8 чёрный король · f8 чёрный слон · g8 чёрный конь · h8 чёрная ладья · a7 чёрная пешка · b7 чёрная пешка · c7 чёрная пешка · d7 чёрная пешка · e7 чёрная пешка · f7 чёрная пешка · g7 чёрная пешка · h7 чёрная пешка · a2 белая пешка · b2 белая пешка · c2 белая пешка · d2 белая пешка · e2 белая пешка · f2 белая пешка · g2 белая пешка · h2 белая пешка · a1 белая ладья · b1 белый конь · c1 белый слон · d1 белый ферзь · e1 белый король · f1 белый слон · g1 белый конь · h1 белая ладья | a8 чёрная ладья · b8 чёрный конь · c8 чёрный слон · d8 чёрный ферзь · e8 чёрный король · f8 чёрный слон · g8 чёрный конь · h8 чёрная ладья · a7 чёрная пешка · b7 чёрная пешка · c7 чёрная пешка · d7 чёрная пешка · e7 чёрная пешка · f7 чёрная пешка · g7 чёрная пешка · h7 чёрная пешка · a2 белая пешка · b2 белая пешка · c2 белая пешка · d2 белая пешка · e2 белая пешка · f2 белая пешка · g2 белая пешка · h2 белая пешка · a1 белая ладья · b1 белый конь · c1 белый слон · d1 белый ферзь · e1 белый король · f1 белый слон · g1 белый конь · h1 белая ладья | 4 |
| 3 | a8 чёрная ладья · b8 чёрный конь · c8 чёрный слон · d8 чёрный ферзь · e8 чёрный король · f8 чёрный слон · g8 чёрный конь · h8 чёрная ладья · a7 чёрная пешка · b7 чёрная пешка · c7 чёрная пешка · d7 чёрная пешка · e7 чёрная пешка · f7 чёрная пешка · g7 чёрная пешка · h7 чёрная пешка · a2 белая пешка · b2 белая пешка · c2 белая пешка · d2 белая пешка · e2 белая пешка · f2 белая пешка · g2 белая пешка · h2 белая пешка · a1 белая ладья · b1 белый конь · c1 белый слон · d1 белый ферзь · e1 белый король · f1 белый слон · g1 белый конь · h1 белая ладья | a8 чёрная ладья · b8 чёрный конь · c8 чёрный слон · d8 чёрный ферзь · e8 чёрный король · f8 чёрный слон · g8 чёрный конь · h8 чёрная ладья · a7 чёрная пешка · b7 чёрная пешка · c7 чёрная пешка · d7 чёрная пешка · e7 чёрная пешка · f7 чёрная пешка · g7 чёрная пешка · h7 чёрная пешка · a2 белая пешка · b2 белая пешка · c2 белая пешка · d2 белая пешка · e2 белая пешка · f2 белая пешка · g2 белая пешка · h2 белая пешка · a1 белая ладья · b1 белый конь · c1 белый слон · d1 белый ферзь · e1 белый король · f1 белый слон · g1 белый конь · h1 белая ладья | a8 чёрная ладья · b8 чёрный конь · c8 чёрный слон · d8 чёрный ферзь · e8 чёрный король · f8 чёрный слон · g8 чёрный конь · h8 чёрная ладья · a7 чёрная пешка · b7 чёрная пешка · c7 чёрная пешка · d7 чёрная пешка · e7 чёрная пешка · f7 чёрная пешка · g7 чёрная пешка · h7 чёрная пешка · a2 белая пешка · b2 белая пешка · c2 белая пешка · d2 белая пешка · e2 белая пешка · f2 белая пешка · g2 белая пешка · h2 белая пешка · a1 белая ладья · b1 белый конь · c1 белый слон · d1 белый ферзь · e1 белый король · f1 белый слон · g1 белый конь · h1 белая ладья | a8 чёрная ладья · b8 чёрный конь · c8 чёрный слон · d8 чёрный ферзь · e8 чёрный король · f8 чёрный слон · g8 чёрный конь · h8 чёрная ладья · a7 чёрная пешка · b7 чёрная пешка · c7 чёрная пешка · d7 чёрная пешка · e7 чёрная пешка · f7 чёрная пешка · g7 чёрная пешка · h7 чёрная пешка · a2 белая пешка · b2 белая пешка · c2 белая пешка · d2 белая пешка · e2 белая пешка · f2 белая пешка · g2 белая пешка · h2 белая пешка · a1 белая ладья · b1 белый конь · c1 белый слон · d1 белый ферзь · e1 белый король · f1 белый слон · g1 белый конь · h1 белая ладья | a8 чёрная ладья · b8 чёрный конь · c8 чёрный слон · d8 чёрный ферзь · e8 чёрный король · f8 чёрный слон · g8 чёрный конь · h8 чёрная ладья · a7 чёрная пешка · b7 чёрная пешка · c7 чёрная пешка · d7 чёрная пешка · e7 чёрная пешка · f7 чёрная пешка · g7 чёрная пешка · h7 чёрная пешка · a2 белая пешка · b2 белая пешка · c2 белая пешка · d2 белая пешка · e2 белая пешка · f2 белая пешка · g2 белая пешка · h2 белая пешка · a1 белая ладья · b1 белый конь · c1 белый слон · d1 белый ферзь · e1 белый король · f1 белый слон · g1 белый конь · h1 белая ладья | a8 чёрная ладья · b8 чёрный конь · c8 чёрный слон · d8 чёрный ферзь · e8 чёрный король · f8 чёрный слон · g8 чёрный конь · h8 чёрная ладья · a7 чёрная пешка · b7 чёрная пешка · c7 чёрная пешка · d7 чёрная пешка · e7 чёрная пешка · f7 чёрная пешка · g7 чёрная пешка · h7 чёрная пешка · a2 белая пешка · b2 белая пешка · c2 белая пешка · d2 белая пешка · e2 белая пешка · f2 белая пешка · g2 белая пешка · h2 белая пешка · a1 белая ладья · b1 белый конь · c1 белый слон · d1 белый ферзь · e1 белый король · f1 белый слон · g1 белый конь · h1 белая ладья | a8 чёрная ладья · b8 чёрный конь · c8 чёрный слон · d8 чёрный ферзь · e8 чёрный король · f8 чёрный слон · g8 чёрный конь · h8 чёрная ладья · a7 чёрная пешка · b7 чёрная пешка · c7 чёрная пешка · d7 чёрная пешка · e7 чёрная пешка · f7 чёрная пешка · g7 чёрная пешка · h7 чёрная пешка · a2 белая пешка · b2 белая пешка · c2 белая пешка · d2 белая пешка · e2 белая пешка · f2 белая пешка · g2 белая пешка · h2 белая пешка · a1 белая ладья · b1 белый конь · c1 белый слон · d1 белый ферзь · e1 белый король · f1 белый слон · g1 белый конь · h1 белая ладья | a8 чёрная ладья · b8 чёрный конь · c8 чёрный слон · d8 чёрный ферзь · e8 чёрный король · f8 чёрный слон · g8 чёрный конь · h8 чёрная ладья · a7 чёрная пешка · b7 чёрная пешка · c7 чёрная пешка · d7 чёрная пешка · e7 чёрная пешка · f7 чёрная пешка · g7 чёрная пешка · h7 чёрная пешка · a2 белая пешка · b2 белая пешка · c2 белая пешка · d2 белая пешка · e2 белая пешка · f2 белая пешка · g2 белая пешка · h2 белая пешка · a1 белая ладья · b1 белый конь · c1 белый слон · d1 белый ферзь · e1 белый король · f1 белый слон · g1 белый конь · h1 белая ладья | 3 |
| 2 | a8 чёрная ладья · b8 чёрный конь · c8 чёрный слон · d8 чёрный ферзь · e8 чёрный король · f8 чёрный слон · g8 чёрный конь · h8 чёрная ладья · a7 чёрная пешка · b7 чёрная пешка · c7 чёрная пешка · d7 чёрная пешка · e7 чёрная пешка · f7 чёрная пешка · g7 чёрная пешка · h7 чёрная пешка · a2 белая пешка · b2 белая пешка · c2 белая пешка · d2 белая пешка · e2 белая пешка · f2 белая пешка · g2 белая пешка · h2 белая пешка · a1 белая ладья · b1 белый конь · c1 белый слон · d1 белый ферзь · e1 белый король · f1 белый слон · g1 белый конь · h1 белая ладья | a8 чёрная ладья · b8 чёрный конь · c8 чёрный слон · d8 чёрный ферзь · e8 чёрный король · f8 чёрный слон · g8 чёрный конь · h8 чёрная ладья · a7 чёрная пешка · b7 чёрная пешка · c7 чёрная пешка · d7 чёрная пешка · e7 чёрная пешка · f7 чёрная пешка · g7 чёрная пешка · h7 чёрная пешка · a2 белая пешка · b2 белая пешка · c2 белая пешка · d2 белая пешка · e2 белая пешка · f2 белая пешка · g2 белая пешка · h2 белая пешка · a1 белая ладья · b1 белый конь · c1 белый слон · d1 белый ферзь · e1 белый король · f1 белый слон · g1 белый конь · h1 белая ладья | a8 чёрная ладья · b8 чёрный конь · c8 чёрный слон · d8 чёрный ферзь · e8 чёрный король · f8 чёрный слон · g8 чёрный конь · h8 чёрная ладья · a7 чёрная пешка · b7 чёрная пешка · c7 чёрная пешка · d7 чёрная пешка · e7 чёрная пешка · f7 чёрная пешка · g7 чёрная пешка · h7 чёрная пешка · a2 белая пешка · b2 белая пешка · c2 белая пешка · d2 белая пешка · e2 белая пешка · f2 белая пешка · g2 белая пешка · h2 белая пешка · a1 белая ладья · b1 белый конь · c1 белый слон · d1 белый ферзь · e1 белый король · f1 белый слон · g1 белый конь · h1 белая ладья | a8 чёрная ладья · b8 чёрный конь · c8 чёрный слон · d8 чёрный ферзь · e8 чёрный король · f8 чёрный слон · g8 чёрный конь · h8 чёрная ладья · a7 чёрная пешка · b7 чёрная пешка · c7 чёрная пешка · d7 чёрная пешка · e7 чёрная пешка · f7 чёрная пешка · g7 чёрная пешка · h7 чёрная пешка · a2 белая пешка · b2 белая пешка · c2 белая пешка · d2 белая пешка · e2 белая пешка · f2 белая пешка · g2 белая пешка · h2 белая пешка · a1 белая ладья · b1 белый конь · c1 белый слон · d1 белый ферзь · e1 белый король · f1 белый слон · g1 белый конь · h1 белая ладья | a8 чёрная ладья · b8 чёрный конь · c8 чёрный слон · d8 чёрный ферзь · e8 чёрный король · f8 чёрный слон · g8 чёрный конь · h8 чёрная ладья · a7 чёрная пешка · b7 чёрная пешка · c7 чёрная пешка · d7 чёрная пешка · e7 чёрная пешка · f7 чёрная пешка · g7 чёрная пешка · h7 чёрная пешка · a2 белая пешка · b2 белая пешка · c2 белая пешка · d2 белая пешка · e2 белая пешка · f2 белая пешка · g2 белая пешка · h2 белая пешка · a1 белая ладья · b1 белый конь · c1 белый слон · d1 белый ферзь · e1 белый король · f1 белый слон · g1 белый конь · h1 белая ладья | a8 чёрная ладья · b8 чёрный конь · c8 чёрный слон · d8 чёрный ферзь · e8 чёрный король · f8 чёрный слон · g8 чёрный конь · h8 чёрная ладья · a7 чёрная пешка · b7 чёрная пешка · c7 чёрная пешка · d7 чёрная пешка · e7 чёрная пешка · f7 чёрная пешка · g7 чёрная пешка · h7 чёрная пешка · a2 белая пешка · b2 белая пешка · c2 белая пешка · d2 белая пешка · e2 белая пешка · f2 белая пешка · g2 белая пешка · h2 белая пешка · a1 белая ладья · b1 белый конь · c1 белый слон · d1 белый ферзь · e1 белый король · f1 белый слон · g1 белый конь · h1 белая ладья | a8 чёрная ладья · b8 чёрный конь · c8 чёрный слон · d8 чёрный ферзь · e8 чёрный король · f8 чёрный слон · g8 чёрный конь · h8 чёрная ладья · a7 чёрная пешка · b7 чёрная пешка · c7 чёрная пешка · d7 чёрная пешка · e7 чёрная пешка · f7 чёрная пешка · g7 чёрная пешка · h7 чёрная пешка · a2 белая пешка · b2 белая пешка · c2 белая пешка · d2 белая пешка · e2 белая пешка · f2 белая пешка · g2 белая пешка · h2 белая пешка · a1 белая ладья · b1 белый конь · c1 белый слон · d1 белый ферзь · e1 белый король · f1 белый слон · g1 белый конь · h1 белая ладья | a8 чёрная ладья · b8 чёрный конь · c8 чёрный слон · d8 чёрный ферзь · e8 чёрный король · f8 чёрный слон · g8 чёрный конь · h8 чёрная ладья · a7 чёрная пешка · b7 чёрная пешка · c7 чёрная пешка · d7 чёрная пешка · e7 чёрная пешка · f7 чёрная пешка · g7 чёрная пешка · h7 чёрная пешка · a2 белая пешка · b2 белая пешка · c2 белая пешка · d2 белая пешка · e2 белая пешка · f2 белая пешка · g2 белая пешка · h2 белая пешка · a1 белая ладья · b1 белый конь · c1 белый слон · d1 белый ферзь · e1 белый король · f1 белый слон · g1 белый конь · h1 белая ладья | 2 |
| 1 | a8 чёрная ладья · b8 чёрный конь · c8 чёрный слон · d8 чёрный ферзь · e8 чёрный король · f8 чёрный слон · g8 чёрный конь · h8 чёрная ладья · a7 чёрная пешка · b7 чёрная пешка · c7 чёрная пешка · d7 чёрная пешка · e7 чёрная пешка · f7 чёрная пешка · g7 чёрная пешка · h7 чёрная пешка · a2 белая пешка · b2 белая пешка · c2 белая пешка · d2 белая пешка · e2 белая пешка · f2 белая пешка · g2 белая пешка · h2 белая пешка · a1 белая ладья · b1 белый конь · c1 белый слон · d1 белый ферзь · e1 белый король · f1 белый слон · g1 белый конь · h1 белая ладья | a8 чёрная ладья · b8 чёрный конь · c8 чёрный слон · d8 чёрный ферзь · e8 чёрный король · f8 чёрный слон · g8 чёрный конь · h8 чёрная ладья · a7 чёрная пешка · b7 чёрная пешка · c7 чёрная пешка · d7 чёрная пешка · e7 чёрная пешка · f7 чёрная пешка · g7 чёрная пешка · h7 чёрная пешка · a2 белая пешка · b2 белая пешка · c2 белая пешка · d2 белая пешка · e2 белая пешка · f2 белая пешка · g2 белая пешка · h2 белая пешка · a1 белая ладья · b1 белый конь · c1 белый слон · d1 белый ферзь · e1 белый король · f1 белый слон · g1 белый конь · h1 белая ладья | a8 чёрная ладья · b8 чёрный конь · c8 чёрный слон · d8 чёрный ферзь · e8 чёрный король · f8 чёрный слон · g8 чёрный конь · h8 чёрная ладья · a7 чёрная пешка · b7 чёрная пешка · c7 чёрная пешка · d7 чёрная пешка · e7 чёрная пешка · f7 чёрная пешка · g7 чёрная пешка · h7 чёрная пешка · a2 белая пешка · b2 белая пешка · c2 белая пешка · d2 белая пешка · e2 белая пешка · f2 белая пешка · g2 белая пешка · h2 белая пешка · a1 белая ладья · b1 белый конь · c1 белый слон · d1 белый ферзь · e1 белый король · f1 белый слон · g1 белый конь · h1 белая ладья | a8 чёрная ладья · b8 чёрный конь · c8 чёрный слон · d8 чёрный ферзь · e8 чёрный король · f8 чёрный слон · g8 чёрный конь · h8 чёрная ладья · a7 чёрная пешка · b7 чёрная пешка · c7 чёрная пешка · d7 чёрная пешка · e7 чёрная пешка · f7 чёрная пешка · g7 чёрная пешка · h7 чёрная пешка · a2 белая пешка · b2 белая пешка · c2 белая пешка · d2 белая пешка · e2 белая пешка · f2 белая пешка · g2 белая пешка · h2 белая пешка · a1 белая ладья · b1 белый конь · c1 белый слон · d1 белый ферзь · e1 белый король · f1 белый слон · g1 белый конь · h1 белая ладья | a8 чёрная ладья · b8 чёрный конь · c8 чёрный слон · d8 чёрный ферзь · e8 чёрный король · f8 чёрный слон · g8 чёрный конь · h8 чёрная ладья · a7 чёрная пешка · b7 чёрная пешка · c7 чёрная пешка · d7 чёрная пешка · e7 чёрная пешка · f7 чёрная пешка · g7 чёрная пешка · h7 чёрная пешка · a2 белая пешка · b2 белая пешка · c2 белая пешка · d2 белая пешка · e2 белая пешка · f2 белая пешка · g2 белая пешка · h2 белая пешка · a1 белая ладья · b1 белый конь · c1 белый слон · d1 белый ферзь · e1 белый король · f1 белый слон · g1 белый конь · h1 белая ладья | a8 чёрная ладья · b8 чёрный конь · c8 чёрный слон · d8 чёрный ферзь · e8 чёрный король · f8 чёрный слон · g8 чёрный конь · h8 чёрная ладья · a7 чёрная пешка · b7 чёрная пешка · c7 чёрная пешка · d7 чёрная пешка · e7 чёрная пешка · f7 чёрная пешка · g7 чёрная пешка · h7 чёрная пешка · a2 белая пешка · b2 белая пешка · c2 белая пешка · d2 белая пешка · e2 белая пешка · f2 белая пешка · g2 белая пешка · h2 белая пешка · a1 белая ладья · b1 белый конь · c1 белый слон · d1 белый ферзь · e1 белый король · f1 белый слон · g1 белый конь · h1 белая ладья | a8 чёрная ладья · b8 чёрный конь · c8 чёрный слон · d8 чёрный ферзь · e8 чёрный король · f8 чёрный слон · g8 чёрный конь · h8 чёрная ладья · a7 чёрная пешка · b7 чёрная пешка · c7 чёрная пешка · d7 чёрная пешка · e7 чёрная пешка · f7 чёрная пешка · g7 чёрная пешка · h7 чёрная пешка · a2 белая пешка · b2 белая пешка · c2 белая пешка · d2 белая пешка · e2 белая пешка · f2 белая пешка · g2 белая пешка · h2 белая пешка · a1 белая ладья · b1 белый конь · c1 белый слон · d1 белый ферзь · e1 белый король · f1 белый слон · g1 белый конь · h1 белая ладья | a8 чёрная ладья · b8 чёрный конь · c8 чёрный слон · d8 чёрный ферзь · e8 чёрный король · f8 чёрный слон · g8 чёрный конь · h8 чёрная ладья · a7 чёрная пешка · b7 чёрная пешка · c7 чёрная пешка · d7 чёрная пешка · e7 чёрная пешка · f7 чёрная пешка · g7 чёрная пешка · h7 чёрная пешка · a2 белая пешка · b2 белая пешка · c2 белая пешка · d2 белая пешка · e2 белая пешка · f2 белая пешка · g2 белая пешка · h2 белая пешка · a1 белая ладья · b1 белый конь · c1 белый слон · d1 белый ферзь · e1 белый король · f1 белый слон · g1 белый конь · h1 белая ладья | 1 |
|   | a | b | c | d | e | f | g | h |   |

Ряды на доске обозначаются буквами и цифрами, начиная от левого нижнего углового поля «a1» чёрного цвета. Вертикальные ряды — латинскими буквами а—h, горизонтальные — цифрами 1—8.
В начальной позиции у белых на первой горизонтали стоят Л, К, С, Ф, Кр, С, К, Л (см. шахматная нотация). На второй — пешки. Фигуры чёрных располагаются в зеркальной симметрии. Таким образом со стороны белых король оказывается справа от ферзя, а со стороны чёрных слева (ферзь занимает поле своего цвета).

### Ходы фигур
Игроки делают ходы по очереди. Первыми ходят белые. В начальной позиции сходить можно пешкой либо конём.
- Пешка ходит только вперёд двумя способами:
  1. Ход без взятия (без удара по фигуре противника) — на одно поле по вертикали. Первый раз она может сходить сразу на два поля. При этом, если пешка проходит через битое поле, находящееся под ударом пешки противника, то следующим ответным ходом она может быть побита и снята с доски, а пешка противника перемещается на битое поле (взятие на проходе). Если пешка доходит до последней горизонтали, то она сразу же заменяется на любую более сильную фигуру, кроме короля (превращение пешки).
  2. Ход со взятием — пешка бьёт на одно поле по диагонали.
- Конь ходит перевёрнутой в разные стороны буквой «Г» — на две клетки по вертикали и одну клетку по горизонтали или на две клетки по горизонтали и клетку по вертикали (всего восемь вариантов). Конь может перепрыгивать через фигуры, стоящие у него на пути.
- Слон ходит на любое расстояние по диагонали. Один слон ходит по чёрным диагоналям (чернопольный), другой — по белым (белопольный).
- Ладья ходит на любое расстояние по вертикали или горизонтали.
- Ферзь ходит на любое расстояние во все стороны, как слон и ладья, вместе взятые.
- Король ходит на одно поле в любом направлении.

|   | a | b | c | d | e | f | g | h |   |
| - | --- | --- | --- | --- | --- | --- | --- | --- | - |
| 8 | f4 чёрный круг · g4 чёрная пешка · b3 чёрный крест · c3 чёрный круг · d3 чёрный крест · f3 стрелка вверх · c2 белая пешка · f2 белая пешка | f4 чёрный круг · g4 чёрная пешка · b3 чёрный крест · c3 чёрный круг · d3 чёрный крест · f3 стрелка вверх · c2 белая пешка · f2 белая пешка | f4 чёрный круг · g4 чёрная пешка · b3 чёрный крест · c3 чёрный круг · d3 чёрный крест · f3 стрелка вверх · c2 белая пешка · f2 белая пешка | f4 чёрный круг · g4 чёрная пешка · b3 чёрный крест · c3 чёрный круг · d3 чёрный крест · f3 стрелка вверх · c2 белая пешка · f2 белая пешка | f4 чёрный круг · g4 чёрная пешка · b3 чёрный крест · c3 чёрный круг · d3 чёрный крест · f3 стрелка вверх · c2 белая пешка · f2 белая пешка | f4 чёрный круг · g4 чёрная пешка · b3 чёрный крест · c3 чёрный круг · d3 чёрный крест · f3 стрелка вверх · c2 белая пешка · f2 белая пешка | f4 чёрный круг · g4 чёрная пешка · b3 чёрный крест · c3 чёрный круг · d3 чёрный крест · f3 стрелка вверх · c2 белая пешка · f2 белая пешка | f4 чёрный круг · g4 чёрная пешка · b3 чёрный крест · c3 чёрный круг · d3 чёрный крест · f3 стрелка вверх · c2 белая пешка · f2 белая пешка | 8 |
| 7 | f4 чёрный круг · g4 чёрная пешка · b3 чёрный крест · c3 чёрный круг · d3 чёрный крест · f3 стрелка вверх · c2 белая пешка · f2 белая пешка | f4 чёрный круг · g4 чёрная пешка · b3 чёрный крест · c3 чёрный круг · d3 чёрный крест · f3 стрелка вверх · c2 белая пешка · f2 белая пешка | f4 чёрный круг · g4 чёрная пешка · b3 чёрный крест · c3 чёрный круг · d3 чёрный крест · f3 стрелка вверх · c2 белая пешка · f2 белая пешка | f4 чёрный круг · g4 чёрная пешка · b3 чёрный крест · c3 чёрный круг · d3 чёрный крест · f3 стрелка вверх · c2 белая пешка · f2 белая пешка | f4 чёрный круг · g4 чёрная пешка · b3 чёрный крест · c3 чёрный круг · d3 чёрный крест · f3 стрелка вверх · c2 белая пешка · f2 белая пешка | f4 чёрный круг · g4 чёрная пешка · b3 чёрный крест · c3 чёрный круг · d3 чёрный крест · f3 стрелка вверх · c2 белая пешка · f2 белая пешка | f4 чёрный круг · g4 чёрная пешка · b3 чёрный крест · c3 чёрный круг · d3 чёрный крест · f3 стрелка вверх · c2 белая пешка · f2 белая пешка | f4 чёрный круг · g4 чёрная пешка · b3 чёрный крест · c3 чёрный круг · d3 чёрный крест · f3 стрелка вверх · c2 белая пешка · f2 белая пешка | 7 |
| 6 | f4 чёрный круг · g4 чёрная пешка · b3 чёрный крест · c3 чёрный круг · d3 чёрный крест · f3 стрелка вверх · c2 белая пешка · f2 белая пешка | f4 чёрный круг · g4 чёрная пешка · b3 чёрный крест · c3 чёрный круг · d3 чёрный крест · f3 стрелка вверх · c2 белая пешка · f2 белая пешка | f4 чёрный круг · g4 чёрная пешка · b3 чёрный крест · c3 чёрный круг · d3 чёрный крест · f3 стрелка вверх · c2 белая пешка · f2 белая пешка | f4 чёрный круг · g4 чёрная пешка · b3 чёрный крест · c3 чёрный круг · d3 чёрный крест · f3 стрелка вверх · c2 белая пешка · f2 белая пешка | f4 чёрный круг · g4 чёрная пешка · b3 чёрный крест · c3 чёрный круг · d3 чёрный крест · f3 стрелка вверх · c2 белая пешка · f2 белая пешка | f4 чёрный круг · g4 чёрная пешка · b3 чёрный крест · c3 чёрный круг · d3 чёрный крест · f3 стрелка вверх · c2 белая пешка · f2 белая пешка | f4 чёрный круг · g4 чёрная пешка · b3 чёрный крест · c3 чёрный круг · d3 чёрный крест · f3 стрелка вверх · c2 белая пешка · f2 белая пешка | f4 чёрный круг · g4 чёрная пешка · b3 чёрный крест · c3 чёрный круг · d3 чёрный крест · f3 стрелка вверх · c2 белая пешка · f2 белая пешка | 6 |
| 5 | f4 чёрный круг · g4 чёрная пешка · b3 чёрный крест · c3 чёрный круг · d3 чёрный крест · f3 стрелка вверх · c2 белая пешка · f2 белая пешка | f4 чёрный круг · g4 чёрная пешка · b3 чёрный крест · c3 чёрный круг · d3 чёрный крест · f3 стрелка вверх · c2 белая пешка · f2 белая пешка | f4 чёрный круг · g4 чёрная пешка · b3 чёрный крест · c3 чёрный круг · d3 чёрный крест · f3 стрелка вверх · c2 белая пешка · f2 белая пешка | f4 чёрный круг · g4 чёрная пешка · b3 чёрный крест · c3 чёрный круг · d3 чёрный крест · f3 стрелка вверх · c2 белая пешка · f2 белая пешка | f4 чёрный круг · g4 чёрная пешка · b3 чёрный крест · c3 чёрный круг · d3 чёрный крест · f3 стрелка вверх · c2 белая пешка · f2 белая пешка | f4 чёрный круг · g4 чёрная пешка · b3 чёрный крест · c3 чёрный круг · d3 чёрный крест · f3 стрелка вверх · c2 белая пешка · f2 белая пешка | f4 чёрный круг · g4 чёрная пешка · b3 чёрный крест · c3 чёрный круг · d3 чёрный крест · f3 стрелка вверх · c2 белая пешка · f2 белая пешка | f4 чёрный круг · g4 чёрная пешка · b3 чёрный крест · c3 чёрный круг · d3 чёрный крест · f3 стрелка вверх · c2 белая пешка · f2 белая пешка | 5 |
| 4 | f4 чёрный круг · g4 чёрная пешка · b3 чёрный крест · c3 чёрный круг · d3 чёрный крест · f3 стрелка вверх · c2 белая пешка · f2 белая пешка | f4 чёрный круг · g4 чёрная пешка · b3 чёрный крест · c3 чёрный круг · d3 чёрный крест · f3 стрелка вверх · c2 белая пешка · f2 белая пешка | f4 чёрный круг · g4 чёрная пешка · b3 чёрный крест · c3 чёрный круг · d3 чёрный крест · f3 стрелка вверх · c2 белая пешка · f2 белая пешка | f4 чёрный круг · g4 чёрная пешка · b3 чёрный крест · c3 чёрный круг · d3 чёрный крест · f3 стрелка вверх · c2 белая пешка · f2 белая пешка | f4 чёрный круг · g4 чёрная пешка · b3 чёрный крест · c3 чёрный круг · d3 чёрный крест · f3 стрелка вверх · c2 белая пешка · f2 белая пешка | f4 чёрный круг · g4 чёрная пешка · b3 чёрный крест · c3 чёрный круг · d3 чёрный крест · f3 стрелка вверх · c2 белая пешка · f2 белая пешка | f4 чёрный круг · g4 чёрная пешка · b3 чёрный крест · c3 чёрный круг · d3 чёрный крест · f3 стрелка вверх · c2 белая пешка · f2 белая пешка | f4 чёрный круг · g4 чёрная пешка · b3 чёрный крест · c3 чёрный круг · d3 чёрный крест · f3 стрелка вверх · c2 белая пешка · f2 белая пешка | 4 |
| 3 | f4 чёрный круг · g4 чёрная пешка · b3 чёрный крест · c3 чёрный круг · d3 чёрный крест · f3 стрелка вверх · c2 белая пешка · f2 белая пешка | f4 чёрный круг · g4 чёрная пешка · b3 чёрный крест · c3 чёрный круг · d3 чёрный крест · f3 стрелка вверх · c2 белая пешка · f2 белая пешка | f4 чёрный круг · g4 чёрная пешка · b3 чёрный крест · c3 чёрный круг · d3 чёрный крест · f3 стрелка вверх · c2 белая пешка · f2 белая пешка | f4 чёрный круг · g4 чёрная пешка · b3 чёрный крест · c3 чёрный круг · d3 чёрный крест · f3 стрелка вверх · c2 белая пешка · f2 белая пешка | f4 чёрный круг · g4 чёрная пешка · b3 чёрный крест · c3 чёрный круг · d3 чёрный крест · f3 стрелка вверх · c2 белая пешка · f2 белая пешка | f4 чёрный круг · g4 чёрная пешка · b3 чёрный крест · c3 чёрный круг · d3 чёрный крест · f3 стрелка вверх · c2 белая пешка · f2 белая пешка | f4 чёрный круг · g4 чёрная пешка · b3 чёрный крест · c3 чёрный круг · d3 чёрный крест · f3 стрелка вверх · c2 белая пешка · f2 белая пешка | f4 чёрный круг · g4 чёрная пешка · b3 чёрный крест · c3 чёрный круг · d3 чёрный крест · f3 стрелка вверх · c2 белая пешка · f2 белая пешка | 3 |
| 2 | f4 чёрный круг · g4 чёрная пешка · b3 чёрный крест · c3 чёрный круг · d3 чёрный крест · f3 стрелка вверх · c2 белая пешка · f2 белая пешка | f4 чёрный круг · g4 чёрная пешка · b3 чёрный крест · c3 чёрный круг · d3 чёрный крест · f3 стрелка вверх · c2 белая пешка · f2 белая пешка | f4 чёрный круг · g4 чёрная пешка · b3 чёрный крест · c3 чёрный круг · d3 чёрный крест · f3 стрелка вверх · c2 белая пешка · f2 белая пешка | f4 чёрный круг · g4 чёрная пешка · b3 чёрный крест · c3 чёрный круг · d3 чёрный крест · f3 стрелка вверх · c2 белая пешка · f2 белая пешка | f4 чёрный круг · g4 чёрная пешка · b3 чёрный крест · c3 чёрный круг · d3 чёрный крест · f3 стрелка вверх · c2 белая пешка · f2 белая пешка | f4 чёрный круг · g4 чёрная пешка · b3 чёрный крест · c3 чёрный круг · d3 чёрный крест · f3 стрелка вверх · c2 белая пешка · f2 белая пешка | f4 чёрный круг · g4 чёрная пешка · b3 чёрный крест · c3 чёрный круг · d3 чёрный крест · f3 стрелка вверх · c2 белая пешка · f2 белая пешка | f4 чёрный круг · g4 чёрная пешка · b3 чёрный крест · c3 чёрный круг · d3 чёрный крест · f3 стрелка вверх · c2 белая пешка · f2 белая пешка | 2 |
| 1 | f4 чёрный круг · g4 чёрная пешка · b3 чёрный крест · c3 чёрный круг · d3 чёрный крест · f3 стрелка вверх · c2 белая пешка · f2 белая пешка | f4 чёрный круг · g4 чёрная пешка · b3 чёрный крест · c3 чёрный круг · d3 чёрный крест · f3 стрелка вверх · c2 белая пешка · f2 белая пешка | f4 чёрный круг · g4 чёрная пешка · b3 чёрный крест · c3 чёрный круг · d3 чёрный крест · f3 стрелка вверх · c2 белая пешка · f2 белая пешка | f4 чёрный круг · g4 чёрная пешка · b3 чёрный крест · c3 чёрный круг · d3 чёрный крест · f3 стрелка вверх · c2 белая пешка · f2 белая пешка | f4 чёрный круг · g4 чёрная пешка · b3 чёрный крест · c3 чёрный круг · d3 чёрный крест · f3 стрелка вверх · c2 белая пешка · f2 белая пешка | f4 чёрный круг · g4 чёрная пешка · b3 чёрный крест · c3 чёрный круг · d3 чёрный крест · f3 стрелка вверх · c2 белая пешка · f2 белая пешка | f4 чёрный круг · g4 чёрная пешка · b3 чёрный крест · c3 чёрный круг · d3 чёрный крест · f3 стрелка вверх · c2 белая пешка · f2 белая пешка | f4 чёрный круг · g4 чёрная пешка · b3 чёрный крест · c3 чёрный круг · d3 чёрный крест · f3 стрелка вверх · c2 белая пешка · f2 белая пешка | 1 |
|   | a | b | c | d | e | f | g | h |   |

|   | a | b | c | d | e | f | g | h |   |
| - | --- | --- | --- | --- | --- | --- | --- | --- | - |
| 8 | c6 чёрный крест · e6 чёрный крест · b5 чёрный крест · f5 чёрный крест · d4 белый конь · b3 чёрный крест · f3 чёрный крест · c2 чёрный крест · e2 чёрный крест | c6 чёрный крест · e6 чёрный крест · b5 чёрный крест · f5 чёрный крест · d4 белый конь · b3 чёрный крест · f3 чёрный крест · c2 чёрный крест · e2 чёрный крест | c6 чёрный крест · e6 чёрный крест · b5 чёрный крест · f5 чёрный крест · d4 белый конь · b3 чёрный крест · f3 чёрный крест · c2 чёрный крест · e2 чёрный крест | c6 чёрный крест · e6 чёрный крест · b5 чёрный крест · f5 чёрный крест · d4 белый конь · b3 чёрный крест · f3 чёрный крест · c2 чёрный крест · e2 чёрный крест | c6 чёрный крест · e6 чёрный крест · b5 чёрный крест · f5 чёрный крест · d4 белый конь · b3 чёрный крест · f3 чёрный крест · c2 чёрный крест · e2 чёрный крест | c6 чёрный крест · e6 чёрный крест · b5 чёрный крест · f5 чёрный крест · d4 белый конь · b3 чёрный крест · f3 чёрный крест · c2 чёрный крест · e2 чёрный крест | c6 чёрный крест · e6 чёрный крест · b5 чёрный крест · f5 чёрный крест · d4 белый конь · b3 чёрный крест · f3 чёрный крест · c2 чёрный крест · e2 чёрный крест | c6 чёрный крест · e6 чёрный крест · b5 чёрный крест · f5 чёрный крест · d4 белый конь · b3 чёрный крест · f3 чёрный крест · c2 чёрный крест · e2 чёрный крест | 8 |
| 7 | c6 чёрный крест · e6 чёрный крест · b5 чёрный крест · f5 чёрный крест · d4 белый конь · b3 чёрный крест · f3 чёрный крест · c2 чёрный крест · e2 чёрный крест | c6 чёрный крест · e6 чёрный крест · b5 чёрный крест · f5 чёрный крест · d4 белый конь · b3 чёрный крест · f3 чёрный крест · c2 чёрный крест · e2 чёрный крест | c6 чёрный крест · e6 чёрный крест · b5 чёрный крест · f5 чёрный крест · d4 белый конь · b3 чёрный крест · f3 чёрный крест · c2 чёрный крест · e2 чёрный крест | c6 чёрный крест · e6 чёрный крест · b5 чёрный крест · f5 чёрный крест · d4 белый конь · b3 чёрный крест · f3 чёрный крест · c2 чёрный крест · e2 чёрный крест | c6 чёрный крест · e6 чёрный крест · b5 чёрный крест · f5 чёрный крест · d4 белый конь · b3 чёрный крест · f3 чёрный крест · c2 чёрный крест · e2 чёрный крест | c6 чёрный крест · e6 чёрный крест · b5 чёрный крест · f5 чёрный крест · d4 белый конь · b3 чёрный крест · f3 чёрный крест · c2 чёрный крест · e2 чёрный крест | c6 чёрный крест · e6 чёрный крест · b5 чёрный крест · f5 чёрный крест · d4 белый конь · b3 чёрный крест · f3 чёрный крест · c2 чёрный крест · e2 чёрный крест | c6 чёрный крест · e6 чёрный крест · b5 чёрный крест · f5 чёрный крест · d4 белый конь · b3 чёрный крест · f3 чёрный крест · c2 чёрный крест · e2 чёрный крест | 7 |
| 6 | c6 чёрный крест · e6 чёрный крест · b5 чёрный крест · f5 чёрный крест · d4 белый конь · b3 чёрный крест · f3 чёрный крест · c2 чёрный крест · e2 чёрный крест | c6 чёрный крест · e6 чёрный крест · b5 чёрный крест · f5 чёрный крест · d4 белый конь · b3 чёрный крест · f3 чёрный крест · c2 чёрный крест · e2 чёрный крест | c6 чёрный крест · e6 чёрный крест · b5 чёрный крест · f5 чёрный крест · d4 белый конь · b3 чёрный крест · f3 чёрный крест · c2 чёрный крест · e2 чёрный крест | c6 чёрный крест · e6 чёрный крест · b5 чёрный крест · f5 чёрный крест · d4 белый конь · b3 чёрный крест · f3 чёрный крест · c2 чёрный крест · e2 чёрный крест | c6 чёрный крест · e6 чёрный крест · b5 чёрный крест · f5 чёрный крест · d4 белый конь · b3 чёрный крест · f3 чёрный крест · c2 чёрный крест · e2 чёрный крест | c6 чёрный крест · e6 чёрный крест · b5 чёрный крест · f5 чёрный крест · d4 белый конь · b3 чёрный крест · f3 чёрный крест · c2 чёрный крест · e2 чёрный крест | c6 чёрный крест · e6 чёрный крест · b5 чёрный крест · f5 чёрный крест · d4 белый конь · b3 чёрный крест · f3 чёрный крест · c2 чёрный крест · e2 чёрный крест | c6 чёрный крест · e6 чёрный крест · b5 чёрный крест · f5 чёрный крест · d4 белый конь · b3 чёрный крест · f3 чёрный крест · c2 чёрный крест · e2 чёрный крест | 6 |
| 5 | c6 чёрный крест · e6 чёрный крест · b5 чёрный крест · f5 чёрный крест · d4 белый конь · b3 чёрный крест · f3 чёрный крест · c2 чёрный крест · e2 чёрный крест | c6 чёрный крест · e6 чёрный крест · b5 чёрный крест · f5 чёрный крест · d4 белый конь · b3 чёрный крест · f3 чёрный крест · c2 чёрный крест · e2 чёрный крест | c6 чёрный крест · e6 чёрный крест · b5 чёрный крест · f5 чёрный крест · d4 белый конь · b3 чёрный крест · f3 чёрный крест · c2 чёрный крест · e2 чёрный крест | c6 чёрный крест · e6 чёрный крест · b5 чёрный крест · f5 чёрный крест · d4 белый конь · b3 чёрный крест · f3 чёрный крест · c2 чёрный крест · e2 чёрный крест | c6 чёрный крест · e6 чёрный крест · b5 чёрный крест · f5 чёрный крест · d4 белый конь · b3 чёрный крест · f3 чёрный крест · c2 чёрный крест · e2 чёрный крест | c6 чёрный крест · e6 чёрный крест · b5 чёрный крест · f5 чёрный крест · d4 белый конь · b3 чёрный крест · f3 чёрный крест · c2 чёрный крест · e2 чёрный крест | c6 чёрный крест · e6 чёрный крест · b5 чёрный крест · f5 чёрный крест · d4 белый конь · b3 чёрный крест · f3 чёрный крест · c2 чёрный крест · e2 чёрный крест | c6 чёрный крест · e6 чёрный крест · b5 чёрный крест · f5 чёрный крест · d4 белый конь · b3 чёрный крест · f3 чёрный крест · c2 чёрный крест · e2 чёрный крест | 5 |
| 4 | c6 чёрный крест · e6 чёрный крест · b5 чёрный крест · f5 чёрный крест · d4 белый конь · b3 чёрный крест · f3 чёрный крест · c2 чёрный крест · e2 чёрный крест | c6 чёрный крест · e6 чёрный крест · b5 чёрный крест · f5 чёрный крест · d4 белый конь · b3 чёрный крест · f3 чёрный крест · c2 чёрный крест · e2 чёрный крест | c6 чёрный крест · e6 чёрный крест · b5 чёрный крест · f5 чёрный крест · d4 белый конь · b3 чёрный крест · f3 чёрный крест · c2 чёрный крест · e2 чёрный крест | c6 чёрный крест · e6 чёрный крест · b5 чёрный крест · f5 чёрный крест · d4 белый конь · b3 чёрный крест · f3 чёрный крест · c2 чёрный крест · e2 чёрный крест | c6 чёрный крест · e6 чёрный крест · b5 чёрный крест · f5 чёрный крест · d4 белый конь · b3 чёрный крест · f3 чёрный крест · c2 чёрный крест · e2 чёрный крест | c6 чёрный крест · e6 чёрный крест · b5 чёрный крест · f5 чёрный крест · d4 белый конь · b3 чёрный крест · f3 чёрный крест · c2 чёрный крест · e2 чёрный крест | c6 чёрный крест · e6 чёрный крест · b5 чёрный крест · f5 чёрный крест · d4 белый конь · b3 чёрный крест · f3 чёрный крест · c2 чёрный крест · e2 чёрный крест | c6 чёрный крест · e6 чёрный крест · b5 чёрный крест · f5 чёрный крест · d4 белый конь · b3 чёрный крест · f3 чёрный крест · c2 чёрный крест · e2 чёрный крест | 4 |
| 3 | c6 чёрный крест · e6 чёрный крест · b5 чёрный крест · f5 чёрный крест · d4 белый конь · b3 чёрный крест · f3 чёрный крест · c2 чёрный крест · e2 чёрный крест | c6 чёрный крест · e6 чёрный крест · b5 чёрный крест · f5 чёрный крест · d4 белый конь · b3 чёрный крест · f3 чёрный крест · c2 чёрный крест · e2 чёрный крест | c6 чёрный крест · e6 чёрный крест · b5 чёрный крест · f5 чёрный крест · d4 белый конь · b3 чёрный крест · f3 чёрный крест · c2 чёрный крест · e2 чёрный крест | c6 чёрный крест · e6 чёрный крест · b5 чёрный крест · f5 чёрный крест · d4 белый конь · b3 чёрный крест · f3 чёрный крест · c2 чёрный крест · e2 чёрный крест | c6 чёрный крест · e6 чёрный крест · b5 чёрный крест · f5 чёрный крест · d4 белый конь · b3 чёрный крест · f3 чёрный крест · c2 чёрный крест · e2 чёрный крест | c6 чёрный крест · e6 чёрный крест · b5 чёрный крест · f5 чёрный крест · d4 белый конь · b3 чёрный крест · f3 чёрный крест · c2 чёрный крест · e2 чёрный крест | c6 чёрный крест · e6 чёрный крест · b5 чёрный крест · f5 чёрный крест · d4 белый конь · b3 чёрный крест · f3 чёрный крест · c2 чёрный крест · e2 чёрный крест | c6 чёрный крест · e6 чёрный крест · b5 чёрный крест · f5 чёрный крест · d4 белый конь · b3 чёрный крест · f3 чёрный крест · c2 чёрный крест · e2 чёрный крест | 3 |
| 2 | c6 чёрный крест · e6 чёрный крест · b5 чёрный крест · f5 чёрный крест · d4 белый конь · b3 чёрный крест · f3 чёрный крест · c2 чёрный крест · e2 чёрный крест | c6 чёрный крест · e6 чёрный крест · b5 чёрный крест · f5 чёрный крест · d4 белый конь · b3 чёрный крест · f3 чёрный крест · c2 чёрный крест · e2 чёрный крест | c6 чёрный крест · e6 чёрный крест · b5 чёрный крест · f5 чёрный крест · d4 белый конь · b3 чёрный крест · f3 чёрный крест · c2 чёрный крест · e2 чёрный крест | c6 чёрный крест · e6 чёрный крест · b5 чёрный крест · f5 чёрный крест · d4 белый конь · b3 чёрный крест · f3 чёрный крест · c2 чёрный крест · e2 чёрный крест | c6 чёрный крест · e6 чёрный крест · b5 чёрный крест · f5 чёрный крест · d4 белый конь · b3 чёрный крест · f3 чёрный крест · c2 чёрный крест · e2 чёрный крест | c6 чёрный крест · e6 чёрный крест · b5 чёрный крест · f5 чёрный крест · d4 белый конь · b3 чёрный крест · f3 чёрный крест · c2 чёрный крест · e2 чёрный крест | c6 чёрный крест · e6 чёрный крест · b5 чёрный крест · f5 чёрный крест · d4 белый конь · b3 чёрный крест · f3 чёрный крест · c2 чёрный крест · e2 чёрный крест | c6 чёрный крест · e6 чёрный крест · b5 чёрный крест · f5 чёрный крест · d4 белый конь · b3 чёрный крест · f3 чёрный крест · c2 чёрный крест · e2 чёрный крест | 2 |
| 1 | c6 чёрный крест · e6 чёрный крест · b5 чёрный крест · f5 чёрный крест · d4 белый конь · b3 чёрный крест · f3 чёрный крест · c2 чёрный крест · e2 чёрный крест | c6 чёрный крест · e6 чёрный крест · b5 чёрный крест · f5 чёрный крест · d4 белый конь · b3 чёрный крест · f3 чёрный крест · c2 чёрный крест · e2 чёрный крест | c6 чёрный крест · e6 чёрный крест · b5 чёрный крест · f5 чёрный крест · d4 белый конь · b3 чёрный крест · f3 чёрный крест · c2 чёрный крест · e2 чёрный крест | c6 чёрный крест · e6 чёрный крест · b5 чёрный крест · f5 чёрный крест · d4 белый конь · b3 чёрный крест · f3 чёрный крест · c2 чёрный крест · e2 чёрный крест | c6 чёрный крест · e6 чёрный крест · b5 чёрный крест · f5 чёрный крест · d4 белый конь · b3 чёрный крест · f3 чёрный крест · c2 чёрный крест · e2 чёрный крест | c6 чёрный крест · e6 чёрный крест · b5 чёрный крест · f5 чёрный крест · d4 белый конь · b3 чёрный крест · f3 чёрный крест · c2 чёрный крест · e2 чёрный крест | c6 чёрный крест · e6 чёрный крест · b5 чёрный крест · f5 чёрный крест · d4 белый конь · b3 чёрный крест · f3 чёрный крест · c2 чёрный крест · e2 чёрный крест | c6 чёрный крест · e6 чёрный крест · b5 чёрный крест · f5 чёрный крест · d4 белый конь · b3 чёрный крест · f3 чёрный крест · c2 чёрный крест · e2 чёрный крест | 1 |
|   | a | b | c | d | e | f | g | h |   |

|   | a | b | c | d | e | f | g | h |   |
| - | --- | --- | --- | --- | --- | --- | --- | --- | - |
| 8 | e7 чёрный крест · f7 чёрный крест · g7 чёрный крест · e6 чёрный крест · f6 чёрный король · g6 чёрный крест · e5 чёрный крест · f5 чёрный крест · g5 чёрный крест · a2 белая ладья · c2 чёрный круг · d2 стрелка влево · e2 белый король · f2 стрелка вправо · g2 чёрный круг · h2 белая ладья · c1 белый король · d1 белая ладья · f1 белая ладья · g1 белый король | e7 чёрный крест · f7 чёрный крест · g7 чёрный крест · e6 чёрный крест · f6 чёрный король · g6 чёрный крест · e5 чёрный крест · f5 чёрный крест · g5 чёрный крест · a2 белая ладья · c2 чёрный круг · d2 стрелка влево · e2 белый король · f2 стрелка вправо · g2 чёрный круг · h2 белая ладья · c1 белый король · d1 белая ладья · f1 белая ладья · g1 белый король | e7 чёрный крест · f7 чёрный крест · g7 чёрный крест · e6 чёрный крест · f6 чёрный король · g6 чёрный крест · e5 чёрный крест · f5 чёрный крест · g5 чёрный крест · a2 белая ладья · c2 чёрный круг · d2 стрелка влево · e2 белый король · f2 стрелка вправо · g2 чёрный круг · h2 белая ладья · c1 белый король · d1 белая ладья · f1 белая ладья · g1 белый король | e7 чёрный крест · f7 чёрный крест · g7 чёрный крест · e6 чёрный крест · f6 чёрный король · g6 чёрный крест · e5 чёрный крест · f5 чёрный крест · g5 чёрный крест · a2 белая ладья · c2 чёрный круг · d2 стрелка влево · e2 белый король · f2 стрелка вправо · g2 чёрный круг · h2 белая ладья · c1 белый король · d1 белая ладья · f1 белая ладья · g1 белый король | e7 чёрный крест · f7 чёрный крест · g7 чёрный крест · e6 чёрный крест · f6 чёрный король · g6 чёрный крест · e5 чёрный крест · f5 чёрный крест · g5 чёрный крест · a2 белая ладья · c2 чёрный круг · d2 стрелка влево · e2 белый король · f2 стрелка вправо · g2 чёрный круг · h2 белая ладья · c1 белый король · d1 белая ладья · f1 белая ладья · g1 белый король | e7 чёрный крест · f7 чёрный крест · g7 чёрный крест · e6 чёрный крест · f6 чёрный король · g6 чёрный крест · e5 чёрный крест · f5 чёрный крест · g5 чёрный крест · a2 белая ладья · c2 чёрный круг · d2 стрелка влево · e2 белый король · f2 стрелка вправо · g2 чёрный круг · h2 белая ладья · c1 белый король · d1 белая ладья · f1 белая ладья · g1 белый король | e7 чёрный крест · f7 чёрный крест · g7 чёрный крест · e6 чёрный крест · f6 чёрный король · g6 чёрный крест · e5 чёрный крест · f5 чёрный крест · g5 чёрный крест · a2 белая ладья · c2 чёрный круг · d2 стрелка влево · e2 белый король · f2 стрелка вправо · g2 чёрный круг · h2 белая ладья · c1 белый король · d1 белая ладья · f1 белая ладья · g1 белый король | e7 чёрный крест · f7 чёрный крест · g7 чёрный крест · e6 чёрный крест · f6 чёрный король · g6 чёрный крест · e5 чёрный крест · f5 чёрный крест · g5 чёрный крест · a2 белая ладья · c2 чёрный круг · d2 стрелка влево · e2 белый король · f2 стрелка вправо · g2 чёрный круг · h2 белая ладья · c1 белый король · d1 белая ладья · f1 белая ладья · g1 белый король | 8 |
| 7 | e7 чёрный крест · f7 чёрный крест · g7 чёрный крест · e6 чёрный крест · f6 чёрный король · g6 чёрный крест · e5 чёрный крест · f5 чёрный крест · g5 чёрный крест · a2 белая ладья · c2 чёрный круг · d2 стрелка влево · e2 белый король · f2 стрелка вправо · g2 чёрный круг · h2 белая ладья · c1 белый король · d1 белая ладья · f1 белая ладья · g1 белый король | e7 чёрный крест · f7 чёрный крест · g7 чёрный крест · e6 чёрный крест · f6 чёрный король · g6 чёрный крест · e5 чёрный крест · f5 чёрный крест · g5 чёрный крест · a2 белая ладья · c2 чёрный круг · d2 стрелка влево · e2 белый король · f2 стрелка вправо · g2 чёрный круг · h2 белая ладья · c1 белый король · d1 белая ладья · f1 белая ладья · g1 белый король | e7 чёрный крест · f7 чёрный крест · g7 чёрный крест · e6 чёрный крест · f6 чёрный король · g6 чёрный крест · e5 чёрный крест · f5 чёрный крест · g5 чёрный крест · a2 белая ладья · c2 чёрный круг · d2 стрелка влево · e2 белый король · f2 стрелка вправо · g2 чёрный круг · h2 белая ладья · c1 белый король · d1 белая ладья · f1 белая ладья · g1 белый король | e7 чёрный крест · f7 чёрный крест · g7 чёрный крест · e6 чёрный крест · f6 чёрный король · g6 чёрный крест · e5 чёрный крест · f5 чёрный крест · g5 чёрный крест · a2 белая ладья · c2 чёрный круг · d2 стрелка влево · e2 белый король · f2 стрелка вправо · g2 чёрный круг · h2 белая ладья · c1 белый король · d1 белая ладья · f1 белая ладья · g1 белый король | e7 чёрный крест · f7 чёрный крест · g7 чёрный крест · e6 чёрный крест · f6 чёрный король · g6 чёрный крест · e5 чёрный крест · f5 чёрный крест · g5 чёрный крест · a2 белая ладья · c2 чёрный круг · d2 стрелка влево · e2 белый король · f2 стрелка вправо · g2 чёрный круг · h2 белая ладья · c1 белый король · d1 белая ладья · f1 белая ладья · g1 белый король | e7 чёрный крест · f7 чёрный крест · g7 чёрный крест · e6 чёрный крест · f6 чёрный король · g6 чёрный крест · e5 чёрный крест · f5 чёрный крест · g5 чёрный крест · a2 белая ладья · c2 чёрный круг · d2 стрелка влево · e2 белый король · f2 стрелка вправо · g2 чёрный круг · h2 белая ладья · c1 белый король · d1 белая ладья · f1 белая ладья · g1 белый король | e7 чёрный крест · f7 чёрный крест · g7 чёрный крест · e6 чёрный крест · f6 чёрный король · g6 чёрный крест · e5 чёрный крест · f5 чёрный крест · g5 чёрный крест · a2 белая ладья · c2 чёрный круг · d2 стрелка влево · e2 белый король · f2 стрелка вправо · g2 чёрный круг · h2 белая ладья · c1 белый король · d1 белая ладья · f1 белая ладья · g1 белый король | e7 чёрный крест · f7 чёрный крест · g7 чёрный крест · e6 чёрный крест · f6 чёрный король · g6 чёрный крест · e5 чёрный крест · f5 чёрный крест · g5 чёрный крест · a2 белая ладья · c2 чёрный круг · d2 стрелка влево · e2 белый король · f2 стрелка вправо · g2 чёрный круг · h2 белая ладья · c1 белый король · d1 белая ладья · f1 белая ладья · g1 белый король | 7 |
| 6 | e7 чёрный крест · f7 чёрный крест · g7 чёрный крест · e6 чёрный крест · f6 чёрный король · g6 чёрный крест · e5 чёрный крест · f5 чёрный крест · g5 чёрный крест · a2 белая ладья · c2 чёрный круг · d2 стрелка влево · e2 белый король · f2 стрелка вправо · g2 чёрный круг · h2 белая ладья · c1 белый король · d1 белая ладья · f1 белая ладья · g1 белый король | e7 чёрный крест · f7 чёрный крест · g7 чёрный крест · e6 чёрный крест · f6 чёрный король · g6 чёрный крест · e5 чёрный крест · f5 чёрный крест · g5 чёрный крест · a2 белая ладья · c2 чёрный круг · d2 стрелка влево · e2 белый король · f2 стрелка вправо · g2 чёрный круг · h2 белая ладья · c1 белый король · d1 белая ладья · f1 белая ладья · g1 белый король | e7 чёрный крест · f7 чёрный крест · g7 чёрный крест · e6 чёрный крест · f6 чёрный король · g6 чёрный крест · e5 чёрный крест · f5 чёрный крест · g5 чёрный крест · a2 белая ладья · c2 чёрный круг · d2 стрелка влево · e2 белый король · f2 стрелка вправо · g2 чёрный круг · h2 белая ладья · c1 белый король · d1 белая ладья · f1 белая ладья · g1 белый король | e7 чёрный крест · f7 чёрный крест · g7 чёрный крест · e6 чёрный крест · f6 чёрный король · g6 чёрный крест · e5 чёрный крест · f5 чёрный крест · g5 чёрный крест · a2 белая ладья · c2 чёрный круг · d2 стрелка влево · e2 белый король · f2 стрелка вправо · g2 чёрный круг · h2 белая ладья · c1 белый король · d1 белая ладья · f1 белая ладья · g1 белый король | e7 чёрный крест · f7 чёрный крест · g7 чёрный крест · e6 чёрный крест · f6 чёрный король · g6 чёрный крест · e5 чёрный крест · f5 чёрный крест · g5 чёрный крест · a2 белая ладья · c2 чёрный круг · d2 стрелка влево · e2 белый король · f2 стрелка вправо · g2 чёрный круг · h2 белая ладья · c1 белый король · d1 белая ладья · f1 белая ладья · g1 белый король | e7 чёрный крест · f7 чёрный крест · g7 чёрный крест · e6 чёрный крест · f6 чёрный король · g6 чёрный крест · e5 чёрный крест · f5 чёрный крест · g5 чёрный крест · a2 белая ладья · c2 чёрный круг · d2 стрелка влево · e2 белый король · f2 стрелка вправо · g2 чёрный круг · h2 белая ладья · c1 белый король · d1 белая ладья · f1 белая ладья · g1 белый король | e7 чёрный крест · f7 чёрный крест · g7 чёрный крест · e6 чёрный крест · f6 чёрный король · g6 чёрный крест · e5 чёрный крест · f5 чёрный крест · g5 чёрный крест · a2 белая ладья · c2 чёрный круг · d2 стрелка влево · e2 белый король · f2 стрелка вправо · g2 чёрный круг · h2 белая ладья · c1 белый король · d1 белая ладья · f1 белая ладья · g1 белый король | e7 чёрный крест · f7 чёрный крест · g7 чёрный крест · e6 чёрный крест · f6 чёрный король · g6 чёрный крест · e5 чёрный крест · f5 чёрный крест · g5 чёрный крест · a2 белая ладья · c2 чёрный круг · d2 стрелка влево · e2 белый король · f2 стрелка вправо · g2 чёрный круг · h2 белая ладья · c1 белый король · d1 белая ладья · f1 белая ладья · g1 белый король | 6 |
| 5 | e7 чёрный крест · f7 чёрный крест · g7 чёрный крест · e6 чёрный крест · f6 чёрный король · g6 чёрный крест · e5 чёрный крест · f5 чёрный крест · g5 чёрный крест · a2 белая ладья · c2 чёрный круг · d2 стрелка влево · e2 белый король · f2 стрелка вправо · g2 чёрный круг · h2 белая ладья · c1 белый король · d1 белая ладья · f1 белая ладья · g1 белый король | e7 чёрный крест · f7 чёрный крест · g7 чёрный крест · e6 чёрный крест · f6 чёрный король · g6 чёрный крест · e5 чёрный крест · f5 чёрный крест · g5 чёрный крест · a2 белая ладья · c2 чёрный круг · d2 стрелка влево · e2 белый король · f2 стрелка вправо · g2 чёрный круг · h2 белая ладья · c1 белый король · d1 белая ладья · f1 белая ладья · g1 белый король | e7 чёрный крест · f7 чёрный крест · g7 чёрный крест · e6 чёрный крест · f6 чёрный король · g6 чёрный крест · e5 чёрный крест · f5 чёрный крест · g5 чёрный крест · a2 белая ладья · c2 чёрный круг · d2 стрелка влево · e2 белый король · f2 стрелка вправо · g2 чёрный круг · h2 белая ладья · c1 белый король · d1 белая ладья · f1 белая ладья · g1 белый король | e7 чёрный крест · f7 чёрный крест · g7 чёрный крест · e6 чёрный крест · f6 чёрный король · g6 чёрный крест · e5 чёрный крест · f5 чёрный крест · g5 чёрный крест · a2 белая ладья · c2 чёрный круг · d2 стрелка влево · e2 белый король · f2 стрелка вправо · g2 чёрный круг · h2 белая ладья · c1 белый король · d1 белая ладья · f1 белая ладья · g1 белый король | e7 чёрный крест · f7 чёрный крест · g7 чёрный крест · e6 чёрный крест · f6 чёрный король · g6 чёрный крест · e5 чёрный крест · f5 чёрный крест · g5 чёрный крест · a2 белая ладья · c2 чёрный круг · d2 стрелка влево · e2 белый король · f2 стрелка вправо · g2 чёрный круг · h2 белая ладья · c1 белый король · d1 белая ладья · f1 белая ладья · g1 белый король | e7 чёрный крест · f7 чёрный крест · g7 чёрный крест · e6 чёрный крест · f6 чёрный король · g6 чёрный крест · e5 чёрный крест · f5 чёрный крест · g5 чёрный крест · a2 белая ладья · c2 чёрный круг · d2 стрелка влево · e2 белый король · f2 стрелка вправо · g2 чёрный круг · h2 белая ладья · c1 белый король · d1 белая ладья · f1 белая ладья · g1 белый король | e7 чёрный крест · f7 чёрный крест · g7 чёрный крест · e6 чёрный крест · f6 чёрный король · g6 чёрный крест · e5 чёрный крест · f5 чёрный крест · g5 чёрный крест · a2 белая ладья · c2 чёрный круг · d2 стрелка влево · e2 белый король · f2 стрелка вправо · g2 чёрный круг · h2 белая ладья · c1 белый король · d1 белая ладья · f1 белая ладья · g1 белый король | e7 чёрный крест · f7 чёрный крест · g7 чёрный крест · e6 чёрный крест · f6 чёрный король · g6 чёрный крест · e5 чёрный крест · f5 чёрный крест · g5 чёрный крест · a2 белая ладья · c2 чёрный круг · d2 стрелка влево · e2 белый король · f2 стрелка вправо · g2 чёрный круг · h2 белая ладья · c1 белый король · d1 белая ладья · f1 белая ладья · g1 белый король | 5 |
| 4 | e7 чёрный крест · f7 чёрный крест · g7 чёрный крест · e6 чёрный крест · f6 чёрный король · g6 чёрный крест · e5 чёрный крест · f5 чёрный крест · g5 чёрный крест · a2 белая ладья · c2 чёрный круг · d2 стрелка влево · e2 белый король · f2 стрелка вправо · g2 чёрный круг · h2 белая ладья · c1 белый король · d1 белая ладья · f1 белая ладья · g1 белый король | e7 чёрный крест · f7 чёрный крест · g7 чёрный крест · e6 чёрный крест · f6 чёрный король · g6 чёрный крест · e5 чёрный крест · f5 чёрный крест · g5 чёрный крест · a2 белая ладья · c2 чёрный круг · d2 стрелка влево · e2 белый король · f2 стрелка вправо · g2 чёрный круг · h2 белая ладья · c1 белый король · d1 белая ладья · f1 белая ладья · g1 белый король | e7 чёрный крест · f7 чёрный крест · g7 чёрный крест · e6 чёрный крест · f6 чёрный король · g6 чёрный крест · e5 чёрный крест · f5 чёрный крест · g5 чёрный крест · a2 белая ладья · c2 чёрный круг · d2 стрелка влево · e2 белый король · f2 стрелка вправо · g2 чёрный круг · h2 белая ладья · c1 белый король · d1 белая ладья · f1 белая ладья · g1 белый король | e7 чёрный крест · f7 чёрный крест · g7 чёрный крест · e6 чёрный крест · f6 чёрный король · g6 чёрный крест · e5 чёрный крест · f5 чёрный крест · g5 чёрный крест · a2 белая ладья · c2 чёрный круг · d2 стрелка влево · e2 белый король · f2 стрелка вправо · g2 чёрный круг · h2 белая ладья · c1 белый король · d1 белая ладья · f1 белая ладья · g1 белый король | e7 чёрный крест · f7 чёрный крест · g7 чёрный крест · e6 чёрный крест · f6 чёрный король · g6 чёрный крест · e5 чёрный крест · f5 чёрный крест · g5 чёрный крест · a2 белая ладья · c2 чёрный круг · d2 стрелка влево · e2 белый король · f2 стрелка вправо · g2 чёрный круг · h2 белая ладья · c1 белый король · d1 белая ладья · f1 белая ладья · g1 белый король | e7 чёрный крест · f7 чёрный крест · g7 чёрный крест · e6 чёрный крест · f6 чёрный король · g6 чёрный крест · e5 чёрный крест · f5 чёрный крест · g5 чёрный крест · a2 белая ладья · c2 чёрный круг · d2 стрелка влево · e2 белый король · f2 стрелка вправо · g2 чёрный круг · h2 белая ладья · c1 белый король · d1 белая ладья · f1 белая ладья · g1 белый король | e7 чёрный крест · f7 чёрный крест · g7 чёрный крест · e6 чёрный крест · f6 чёрный король · g6 чёрный крест · e5 чёрный крест · f5 чёрный крест · g5 чёрный крест · a2 белая ладья · c2 чёрный круг · d2 стрелка влево · e2 белый король · f2 стрелка вправо · g2 чёрный круг · h2 белая ладья · c1 белый король · d1 белая ладья · f1 белая ладья · g1 белый король | e7 чёрный крест · f7 чёрный крест · g7 чёрный крест · e6 чёрный крест · f6 чёрный король · g6 чёрный крест · e5 чёрный крест · f5 чёрный крест · g5 чёрный крест · a2 белая ладья · c2 чёрный круг · d2 стрелка влево · e2 белый король · f2 стрелка вправо · g2 чёрный круг · h2 белая ладья · c1 белый король · d1 белая ладья · f1 белая ладья · g1 белый король | 4 |
| 3 | e7 чёрный крест · f7 чёрный крест · g7 чёрный крест · e6 чёрный крест · f6 чёрный король · g6 чёрный крест · e5 чёрный крест · f5 чёрный крест · g5 чёрный крест · a2 белая ладья · c2 чёрный круг · d2 стрелка влево · e2 белый король · f2 стрелка вправо · g2 чёрный круг · h2 белая ладья · c1 белый король · d1 белая ладья · f1 белая ладья · g1 белый король | e7 чёрный крест · f7 чёрный крест · g7 чёрный крест · e6 чёрный крест · f6 чёрный король · g6 чёрный крест · e5 чёрный крест · f5 чёрный крест · g5 чёрный крест · a2 белая ладья · c2 чёрный круг · d2 стрелка влево · e2 белый король · f2 стрелка вправо · g2 чёрный круг · h2 белая ладья · c1 белый король · d1 белая ладья · f1 белая ладья · g1 белый король | e7 чёрный крест · f7 чёрный крест · g7 чёрный крест · e6 чёрный крест · f6 чёрный король · g6 чёрный крест · e5 чёрный крест · f5 чёрный крест · g5 чёрный крест · a2 белая ладья · c2 чёрный круг · d2 стрелка влево · e2 белый король · f2 стрелка вправо · g2 чёрный круг · h2 белая ладья · c1 белый король · d1 белая ладья · f1 белая ладья · g1 белый король | e7 чёрный крест · f7 чёрный крест · g7 чёрный крест · e6 чёрный крест · f6 чёрный король · g6 чёрный крест · e5 чёрный крест · f5 чёрный крест · g5 чёрный крест · a2 белая ладья · c2 чёрный круг · d2 стрелка влево · e2 белый король · f2 стрелка вправо · g2 чёрный круг · h2 белая ладья · c1 белый король · d1 белая ладья · f1 белая ладья · g1 белый король | e7 чёрный крест · f7 чёрный крест · g7 чёрный крест · e6 чёрный крест · f6 чёрный король · g6 чёрный крест · e5 чёрный крест · f5 чёрный крест · g5 чёрный крест · a2 белая ладья · c2 чёрный круг · d2 стрелка влево · e2 белый король · f2 стрелка вправо · g2 чёрный круг · h2 белая ладья · c1 белый король · d1 белая ладья · f1 белая ладья · g1 белый король | e7 чёрный крест · f7 чёрный крест · g7 чёрный крест · e6 чёрный крест · f6 чёрный король · g6 чёрный крест · e5 чёрный крест · f5 чёрный крест · g5 чёрный крест · a2 белая ладья · c2 чёрный круг · d2 стрелка влево · e2 белый король · f2 стрелка вправо · g2 чёрный круг · h2 белая ладья · c1 белый король · d1 белая ладья · f1 белая ладья · g1 белый король | e7 чёрный крест · f7 чёрный крест · g7 чёрный крест · e6 чёрный крест · f6 чёрный король · g6 чёрный крест · e5 чёрный крест · f5 чёрный крест · g5 чёрный крест · a2 белая ладья · c2 чёрный круг · d2 стрелка влево · e2 белый король · f2 стрелка вправо · g2 чёрный круг · h2 белая ладья · c1 белый король · d1 белая ладья · f1 белая ладья · g1 белый король | e7 чёрный крест · f7 чёрный крест · g7 чёрный крест · e6 чёрный крест · f6 чёрный король · g6 чёрный крест · e5 чёрный крест · f5 чёрный крест · g5 чёрный крест · a2 белая ладья · c2 чёрный круг · d2 стрелка влево · e2 белый король · f2 стрелка вправо · g2 чёрный круг · h2 белая ладья · c1 белый король · d1 белая ладья · f1 белая ладья · g1 белый король | 3 |
| 2 | e7 чёрный крест · f7 чёрный крест · g7 чёрный крест · e6 чёрный крест · f6 чёрный король · g6 чёрный крест · e5 чёрный крест · f5 чёрный крест · g5 чёрный крест · a2 белая ладья · c2 чёрный круг · d2 стрелка влево · e2 белый король · f2 стрелка вправо · g2 чёрный круг · h2 белая ладья · c1 белый король · d1 белая ладья · f1 белая ладья · g1 белый король | e7 чёрный крест · f7 чёрный крест · g7 чёрный крест · e6 чёрный крест · f6 чёрный король · g6 чёрный крест · e5 чёрный крест · f5 чёрный крест · g5 чёрный крест · a2 белая ладья · c2 чёрный круг · d2 стрелка влево · e2 белый король · f2 стрелка вправо · g2 чёрный круг · h2 белая ладья · c1 белый король · d1 белая ладья · f1 белая ладья · g1 белый король | e7 чёрный крест · f7 чёрный крест · g7 чёрный крест · e6 чёрный крест · f6 чёрный король · g6 чёрный крест · e5 чёрный крест · f5 чёрный крест · g5 чёрный крест · a2 белая ладья · c2 чёрный круг · d2 стрелка влево · e2 белый король · f2 стрелка вправо · g2 чёрный круг · h2 белая ладья · c1 белый король · d1 белая ладья · f1 белая ладья · g1 белый король | e7 чёрный крест · f7 чёрный крест · g7 чёрный крест · e6 чёрный крест · f6 чёрный король · g6 чёрный крест · e5 чёрный крест · f5 чёрный крест · g5 чёрный крест · a2 белая ладья · c2 чёрный круг · d2 стрелка влево · e2 белый король · f2 стрелка вправо · g2 чёрный круг · h2 белая ладья · c1 белый король · d1 белая ладья · f1 белая ладья · g1 белый король | e7 чёрный крест · f7 чёрный крест · g7 чёрный крест · e6 чёрный крест · f6 чёрный король · g6 чёрный крест · e5 чёрный крест · f5 чёрный крест · g5 чёрный крест · a2 белая ладья · c2 чёрный круг · d2 стрелка влево · e2 белый король · f2 стрелка вправо · g2 чёрный круг · h2 белая ладья · c1 белый король · d1 белая ладья · f1 белая ладья · g1 белый король | e7 чёрный крест · f7 чёрный крест · g7 чёрный крест · e6 чёрный крест · f6 чёрный король · g6 чёрный крест · e5 чёрный крест · f5 чёрный крест · g5 чёрный крест · a2 белая ладья · c2 чёрный круг · d2 стрелка влево · e2 белый король · f2 стрелка вправо · g2 чёрный круг · h2 белая ладья · c1 белый король · d1 белая ладья · f1 белая ладья · g1 белый король | e7 чёрный крест · f7 чёрный крест · g7 чёрный крест · e6 чёрный крест · f6 чёрный король · g6 чёрный крест · e5 чёрный крест · f5 чёрный крест · g5 чёрный крест · a2 белая ладья · c2 чёрный круг · d2 стрелка влево · e2 белый король · f2 стрелка вправо · g2 чёрный круг · h2 белая ладья · c1 белый король · d1 белая ладья · f1 белая ладья · g1 белый король | e7 чёрный крест · f7 чёрный крест · g7 чёрный крест · e6 чёрный крест · f6 чёрный король · g6 чёрный крест · e5 чёрный крест · f5 чёрный крест · g5 чёрный крест · a2 белая ладья · c2 чёрный круг · d2 стрелка влево · e2 белый король · f2 стрелка вправо · g2 чёрный круг · h2 белая ладья · c1 белый король · d1 белая ладья · f1 белая ладья · g1 белый король | 2 |
| 1 | e7 чёрный крест · f7 чёрный крест · g7 чёрный крест · e6 чёрный крест · f6 чёрный король · g6 чёрный крест · e5 чёрный крест · f5 чёрный крест · g5 чёрный крест · a2 белая ладья · c2 чёрный круг · d2 стрелка влево · e2 белый король · f2 стрелка вправо · g2 чёрный круг · h2 белая ладья · c1 белый король · d1 белая ладья · f1 белая ладья · g1 белый король | e7 чёрный крест · f7 чёрный крест · g7 чёрный крест · e6 чёрный крест · f6 чёрный король · g6 чёрный крест · e5 чёрный крест · f5 чёрный крест · g5 чёрный крест · a2 белая ладья · c2 чёрный круг · d2 стрелка влево · e2 белый король · f2 стрелка вправо · g2 чёрный круг · h2 белая ладья · c1 белый король · d1 белая ладья · f1 белая ладья · g1 белый король | e7 чёрный крест · f7 чёрный крест · g7 чёрный крест · e6 чёрный крест · f6 чёрный король · g6 чёрный крест · e5 чёрный крест · f5 чёрный крест · g5 чёрный крест · a2 белая ладья · c2 чёрный круг · d2 стрелка влево · e2 белый король · f2 стрелка вправо · g2 чёрный круг · h2 белая ладья · c1 белый король · d1 белая ладья · f1 белая ладья · g1 белый король | e7 чёрный крест · f7 чёрный крест · g7 чёрный крест · e6 чёрный крест · f6 чёрный король · g6 чёрный крест · e5 чёрный крест · f5 чёрный крест · g5 чёрный крест · a2 белая ладья · c2 чёрный круг · d2 стрелка влево · e2 белый король · f2 стрелка вправо · g2 чёрный круг · h2 белая ладья · c1 белый король · d1 белая ладья · f1 белая ладья · g1 белый король | e7 чёрный крест · f7 чёрный крест · g7 чёрный крест · e6 чёрный крест · f6 чёрный король · g6 чёрный крест · e5 чёрный крест · f5 чёрный крест · g5 чёрный крест · a2 белая ладья · c2 чёрный круг · d2 стрелка влево · e2 белый король · f2 стрелка вправо · g2 чёрный круг · h2 белая ладья · c1 белый король · d1 белая ладья · f1 белая ладья · g1 белый король | e7 чёрный крест · f7 чёрный крест · g7 чёрный крест · e6 чёрный крест · f6 чёрный король · g6 чёрный крест · e5 чёрный крест · f5 чёрный крест · g5 чёрный крест · a2 белая ладья · c2 чёрный круг · d2 стрелка влево · e2 белый король · f2 стрелка вправо · g2 чёрный круг · h2 белая ладья · c1 белый король · d1 белая ладья · f1 белая ладья · g1 белый король | e7 чёрный крест · f7 чёрный крест · g7 чёрный крест · e6 чёрный крест · f6 чёрный король · g6 чёрный крест · e5 чёрный крест · f5 чёрный крест · g5 чёрный крест · a2 белая ладья · c2 чёрный круг · d2 стрелка влево · e2 белый король · f2 стрелка вправо · g2 чёрный круг · h2 белая ладья · c1 белый король · d1 белая ладья · f1 белая ладья · g1 белый король | e7 чёрный крест · f7 чёрный крест · g7 чёрный крест · e6 чёрный крест · f6 чёрный король · g6 чёрный крест · e5 чёрный крест · f5 чёрный крест · g5 чёрный крест · a2 белая ладья · c2 чёрный круг · d2 стрелка влево · e2 белый король · f2 стрелка вправо · g2 чёрный круг · h2 белая ладья · c1 белый король · d1 белая ладья · f1 белая ладья · g1 белый король | 1 |
|   | a | b | c | d | e | f | g | h |   |

Рокировка — особый ход одновременно двух фигур. Король ходит на два поля влево или вправо в сторону ладьи, которая переносится на следующее за королём поле. Длинная рокировка (в нотации 0-0-0) производится в сторону ферзевого фланга, короткая (0-0) — в сторону королевского. Рокировка возможна при соблюдении трёх условий:
- Обе фигуры ни разу не передвигались с начала партии.
- Между фигурами нет других фигур.
- Король не находится под шахом перед, во время и после рокировки, то есть все три поля его хода не находятся под ударом противника.

### Шах, мат, пат
|   | a                                                                                       | b                                                                                       | c                                                                                       | d                                                                                       | e                                                                                       | f                                                                                       | g                                                                                       | h                                                                                       |   |
| - | --------------------------------------------------------------------------------------- | --------------------------------------------------------------------------------------- | --------------------------------------------------------------------------------------- | --------------------------------------------------------------------------------------- | --------------------------------------------------------------------------------------- | --------------------------------------------------------------------------------------- | --------------------------------------------------------------------------------------- | --------------------------------------------------------------------------------------- | - |
| 8 | g6 белая ладья · h3 чёрный король · a2 чёрный ферзь · h2 чёрная пешка · h1 белый король | g6 белая ладья · h3 чёрный король · a2 чёрный ферзь · h2 чёрная пешка · h1 белый король | g6 белая ладья · h3 чёрный король · a2 чёрный ферзь · h2 чёрная пешка · h1 белый король | g6 белая ладья · h3 чёрный король · a2 чёрный ферзь · h2 чёрная пешка · h1 белый король | g6 белая ладья · h3 чёрный король · a2 чёрный ферзь · h2 чёрная пешка · h1 белый король | g6 белая ладья · h3 чёрный король · a2 чёрный ферзь · h2 чёрная пешка · h1 белый король | g6 белая ладья · h3 чёрный король · a2 чёрный ферзь · h2 чёрная пешка · h1 белый король | g6 белая ладья · h3 чёрный король · a2 чёрный ферзь · h2 чёрная пешка · h1 белый король | 8 |
| 7 | g6 белая ладья · h3 чёрный король · a2 чёрный ферзь · h2 чёрная пешка · h1 белый король | g6 белая ладья · h3 чёрный король · a2 чёрный ферзь · h2 чёрная пешка · h1 белый король | g6 белая ладья · h3 чёрный король · a2 чёрный ферзь · h2 чёрная пешка · h1 белый король | g6 белая ладья · h3 чёрный король · a2 чёрный ферзь · h2 чёрная пешка · h1 белый король | g6 белая ладья · h3 чёрный король · a2 чёрный ферзь · h2 чёрная пешка · h1 белый король | g6 белая ладья · h3 чёрный король · a2 чёрный ферзь · h2 чёрная пешка · h1 белый король | g6 белая ладья · h3 чёрный король · a2 чёрный ферзь · h2 чёрная пешка · h1 белый король | g6 белая ладья · h3 чёрный король · a2 чёрный ферзь · h2 чёрная пешка · h1 белый король | 7 |
| 6 | g6 белая ладья · h3 чёрный король · a2 чёрный ферзь · h2 чёрная пешка · h1 белый король | g6 белая ладья · h3 чёрный король · a2 чёрный ферзь · h2 чёрная пешка · h1 белый король | g6 белая ладья · h3 чёрный король · a2 чёрный ферзь · h2 чёрная пешка · h1 белый король | g6 белая ладья · h3 чёрный король · a2 чёрный ферзь · h2 чёрная пешка · h1 белый король | g6 белая ладья · h3 чёрный король · a2 чёрный ферзь · h2 чёрная пешка · h1 белый король | g6 белая ладья · h3 чёрный король · a2 чёрный ферзь · h2 чёрная пешка · h1 белый король | g6 белая ладья · h3 чёрный король · a2 чёрный ферзь · h2 чёрная пешка · h1 белый король | g6 белая ладья · h3 чёрный король · a2 чёрный ферзь · h2 чёрная пешка · h1 белый король | 6 |
| 5 | g6 белая ладья · h3 чёрный король · a2 чёрный ферзь · h2 чёрная пешка · h1 белый король | g6 белая ладья · h3 чёрный король · a2 чёрный ферзь · h2 чёрная пешка · h1 белый король | g6 белая ладья · h3 чёрный король · a2 чёрный ферзь · h2 чёрная пешка · h1 белый король | g6 белая ладья · h3 чёрный король · a2 чёрный ферзь · h2 чёрная пешка · h1 белый король | g6 белая ладья · h3 чёрный король · a2 чёрный ферзь · h2 чёрная пешка · h1 белый король | g6 белая ладья · h3 чёрный король · a2 чёрный ферзь · h2 чёрная пешка · h1 белый король | g6 белая ладья · h3 чёрный король · a2 чёрный ферзь · h2 чёрная пешка · h1 белый король | g6 белая ладья · h3 чёрный король · a2 чёрный ферзь · h2 чёрная пешка · h1 белый король | 5 |
| 4 | g6 белая ладья · h3 чёрный король · a2 чёрный ферзь · h2 чёрная пешка · h1 белый король | g6 белая ладья · h3 чёрный король · a2 чёрный ферзь · h2 чёрная пешка · h1 белый король | g6 белая ладья · h3 чёрный король · a2 чёрный ферзь · h2 чёрная пешка · h1 белый король | g6 белая ладья · h3 чёрный король · a2 чёрный ферзь · h2 чёрная пешка · h1 белый король | g6 белая ладья · h3 чёрный король · a2 чёрный ферзь · h2 чёрная пешка · h1 белый король | g6 белая ладья · h3 чёрный король · a2 чёрный ферзь · h2 чёрная пешка · h1 белый король | g6 белая ладья · h3 чёрный король · a2 чёрный ферзь · h2 чёрная пешка · h1 белый король | g6 белая ладья · h3 чёрный король · a2 чёрный ферзь · h2 чёрная пешка · h1 белый король | 4 |
| 3 | g6 белая ладья · h3 чёрный король · a2 чёрный ферзь · h2 чёрная пешка · h1 белый король | g6 белая ладья · h3 чёрный король · a2 чёрный ферзь · h2 чёрная пешка · h1 белый король | g6 белая ладья · h3 чёрный король · a2 чёрный ферзь · h2 чёрная пешка · h1 белый король | g6 белая ладья · h3 чёрный король · a2 чёрный ферзь · h2 чёрная пешка · h1 белый король | g6 белая ладья · h3 чёрный король · a2 чёрный ферзь · h2 чёрная пешка · h1 белый король | g6 белая ладья · h3 чёрный король · a2 чёрный ферзь · h2 чёрная пешка · h1 белый король | g6 белая ладья · h3 чёрный король · a2 чёрный ферзь · h2 чёрная пешка · h1 белый король | g6 белая ладья · h3 чёрный король · a2 чёрный ферзь · h2 чёрная пешка · h1 белый король | 3 |
| 2 | g6 белая ладья · h3 чёрный король · a2 чёрный ферзь · h2 чёрная пешка · h1 белый король | g6 белая ладья · h3 чёрный король · a2 чёрный ферзь · h2 чёрная пешка · h1 белый король | g6 белая ладья · h3 чёрный король · a2 чёрный ферзь · h2 чёрная пешка · h1 белый король | g6 белая ладья · h3 чёрный король · a2 чёрный ферзь · h2 чёрная пешка · h1 белый король | g6 белая ладья · h3 чёрный король · a2 чёрный ферзь · h2 чёрная пешка · h1 белый король | g6 белая ладья · h3 чёрный король · a2 чёрный ферзь · h2 чёрная пешка · h1 белый король | g6 белая ладья · h3 чёрный король · a2 чёрный ферзь · h2 чёрная пешка · h1 белый король | g6 белая ладья · h3 чёрный король · a2 чёрный ферзь · h2 чёрная пешка · h1 белый король | 2 |
| 1 | g6 белая ладья · h3 чёрный король · a2 чёрный ферзь · h2 чёрная пешка · h1 белый король | g6 белая ладья · h3 чёрный король · a2 чёрный ферзь · h2 чёрная пешка · h1 белый король | g6 белая ладья · h3 чёрный король · a2 чёрный ферзь · h2 чёрная пешка · h1 белый король | g6 белая ладья · h3 чёрный король · a2 чёрный ферзь · h2 чёрная пешка · h1 белый король | g6 белая ладья · h3 чёрный король · a2 чёрный ферзь · h2 чёрная пешка · h1 белый король | g6 белая ладья · h3 чёрный король · a2 чёрный ферзь · h2 чёрная пешка · h1 белый король | g6 белая ладья · h3 чёрный король · a2 чёрный ферзь · h2 чёрная пешка · h1 белый король | g6 белая ладья · h3 чёрный король · a2 чёрный ферзь · h2 чёрная пешка · h1 белый король | 1 |
|   | a                                                                                       | b                                                                                       | c                                                                                       | d                                                                                       | e                                                                                       | f                                                                                       | g                                                                                       | h                                                                                       |   |

Шах — позиция, в которой король атакуется фигурой противника. Игрок обязан немедленно устранить шах каким-либо способом:
1. Сходить королём на неатакованное поле.
2. Прикрыть его другой фигурой.
3. Взять объявившую шах фигуру.

Запрещено делать ход, в результате которого свой король оказывается под шахом. Если атакующая фигура преследует короля, многократно ставя ему шах, и позиция на доске повторяется, то это называется вечным шахом и ведёт к ничьей.
- Мат — невозможность устранить шах, проигрыш.
- Пат — невозможность сделать какой-либо ход, при этом король не находится под шахом. Ничья.

### Итог партии
Игра завершается выигрышем одной из сторон или ничьей. В случае нарушения правил обоими игроками может быть засчитано обоюдное поражение. Выигрыш фиксируется в следующих случаях:
- Поставлен мат — игрок, поставивший его, выигрывает.
- Один из игроков сдаётся. Игрок, решивший, что дальнейшее сопротивление бессмысленно, может сдаться в любой момент, для этого ему достаточно остановить часы. Его противник объявляется победителем. Тем не менее, по правилам ФИДЕ с 01.01.2023, если у соперника игрока, который сдался, нет технической возможности поставить мат, то засчитывается ничья[3].
- Один из игроков просрочил время. В этом случае победа за некоторыми исключениями, описанными в разделе «Контроль времени», присуждается другой стороне.
- Техническая победа — в официальном турнире присуждается игроку, если его противник:
  - не явился на партию в течение определённого правилами турнира времени (в настоящее время по умолчанию принято нулевое опоздание). В этом случае игроку в таблицу ставится минус, а сопернику — плюс;
  - прервал партию (начал партию, но покинул игровую зону, не завершив её или не сообщив арбитру);
  - грубо нарушил правила или не подчинился судье;
  - сделал два запрещённых правилами хода.

Также техническая победа может быть присуждена за несыгранную игру в том случае, если для игрока в данном туре по какой-либо причине не нашёлся соперник и правила проведения турнира специально оговаривают этот случай (например, если соперник выбыл из турнира, либо при нечётном количестве игроков в турнире по швейцарской системе).
Ничья фиксируется в следующих случаях:
- Поставлен пат.
- Обе стороны согласились на ничью, то есть один из игроков предложил ничью, другой её принял. Для предложения игроку достаточно на своём ходе сказать «ничья». Если противник делает ход, не ответив на это предложение, оно считается отвергнутым. Современные турнирные правила[4] уточняют, что предлагать ничью следует после передвижения своей фигуры, но до переключения часов; если игрок предлагает ничью до передвижения своей фигуры, то второй игрок перед ответом на предложение имеет право (но не обязан) потребовать, чтобы первый сначала сделал свой ход. С недавних пор на некоторых турнирах применяются так называемые «Софийские правила», несколько ограничивающие возможность соглашения игроков на ничью.
- Матовое положение не может быть достигнуто никакой последовательностью ходов (например, на доске осталось недостаточное количество фигур для постановки мата любым игроком).
- Троекратное повторение позиции (не обязательно в течение трёх ходов подряд), причём в понятие позиции в этом случае входит расположение фигур, очерёдность хода и возможные ходы (в том числе право на рокировку и взятие на проходе для каждой стороны). Игрок, заметивший троекратное повторение позиции, должен обратиться к судье и потребовать зафиксировать ничью; если этого не будет сделано, игра продолжится. С июля 2014 года в правила было внесено дополнение: теперь в случае пятикратного повторения одной и той же позиции в течение пяти последовательных ходов обоих игроков партия также считается закончившейся вничью, заявления от игрока для этого не требуется[5].
- Правило 50 ходов: в течение 50 последних ходов обеих сторон не было сделано ни одного взятия и ни одного хода пешкой. Ничья фиксируется в том случае, если этого потребует один из игроков. В XX веке это правило многократно изменялось и в него добавлялись различные исключения. В настоящее время все исключения отменены, и правило 50 ходов действует в любых позициях[6]. С июля 2014 года партия также объявляется закончившейся вничью (без заявления игроков), если обе стороны сделали 75 ходов без взятия и без хода пешкой. Мат имеет приоритет перед этим правилом[5].
- Один из игроков просрочил время. В некоторых случаях, описанных в разделе «Контроль времени», засчитывается ничья.
- У игрока осталось менее двух минут и отсутствует добавление 30 или больше секунд за ход, но его соперник не пытался выиграть «нормальными средствами», или такой выигрыш невозможен. В этом случае судья может засчитать ничью по требованию игрока, у которого осталось меньше двух минут. Подробнее об этом см. в разделе «Контроль времени».

## Теория игры
Шахматная теория представляет собой набор исследований, посвящённых различным аспектам шахматной игры. Её активное развитие началось с XV века, когда шахматные правила устоялись в виде, оставшемся практически неизменным до наших дней.
Взаимодействие фигур — целенаправленное расположение боевых сил, подчинённое определённому плану. Взаимодействие фигур является одним из важнейших стратегических принципов шахматной борьбы.
Шахматы являются игрой с полной информацией, поэтому итог игры предопределён в случае следования обоими игроками оптимальной стратегии, гарантирующей достижение выигрыша (или сохранение ничьей). Математически доказано, что такая стратегия, при условии конечности игры, существует (для шахмат, как и для любой другой игры с полной информацией), однако на текущий момент для шахмат она не найдена. Большое количество вариантов ходов и возможных позиций (см. Комбинаторный взрыв) препятствуют «механическому» расчёту хода партии более чем на несколько ходов вперёд, так что на практике итог игры непредсказуем.

### Этапы партии
1. Дебют — начальная стадия, продолжающаяся первые 10—15 ходов. В дебюте основной задачей игроков является мобилизация собственных сил, подготовка к непосредственному столкновению с противником и начало такого столкновения. Дебютная стадия игры наиболее хорошо изучена в теории, существует объёмная классификация дебютов, наработаны рекомендации по оптимальным действиям в тех или иных вариантах, отсеяно большое количество неудачных дебютных систем.
2. Миттельшпиль — середина игры, начинающаяся после дебюта. Именно в ней обычно происходят основные события шахматной партии (ситуации, когда выигрыш достигается ещё в дебюте, очень редки). Характеризуется большим количеством фигур на доске, активным маневрированием, атаками и контратаками, соперничеством за ключевые пункты, в первую очередь — за центр. Партия может завершиться уже в этой стадии, обычно такое происходит, когда одна из сторон проводит успешную комбинацию. В противном случае после взятия большего числа фигур партия переходит в эндшпиль.
3. Эндшпиль — заключительная стадия игры, отличающаяся небольшим количеством оставшихся фигур на доске. В эндшпиле резко возрастает значимость пешек и короля. Часто основной задачей игры в эндшпиле становится проведение проходных пешек на последнюю горизонталь. Эндшпиль заканчивается либо победой одной из сторон, либо достижением положения, когда победа в принципе невозможна. В последнем случае заключается ничья.

## Шахматная композиция
Вспомогательной дисциплиной для обучения шахматам и одновременно самостоятельным видом деятельности на стыке шахмат и изобразительного искусства, является шахматная композиция — составление шахматных задач и этюдов. Композиция базируется на средствах и правилах практической игры и представляет собой независимую форму шахматного творчества. Имея вполне утилитарную, обучающую функцию, композиция также демонстрирует красоту шахматных комбинаций. Композицию образно называют поэзией шахмат, поскольку она отражает практику шахматной игры так, как искусство реальную жизнь. Шахматный композитор заставляет фигуры делать максимум возможного на шахматной доске, выявляет их скрытую силу, всесторонне используя правила шахматной игры.
Различают два основных вида шахматной композиции — задачи и этюды. Этюд — это искусственная позиция, обычно близкая к окончанию реальной партии, в которой за одну из сторон (обычно за белых) необходимо найти путь к выигрышу или ничьей без ограничения числа ходов. Задача отличается от этюда более строгими условиями: она точно задаёт требуемый исход (как правило, мат) и количество ходов, за которое этот исход должен быть достигнут. Существуют также особые виды композиции, такие как восстановление шахматной партии, приводящей к заданной позиции из начальной расстановки фигур, различные математические и конструкционные задачи и пр.

## Варианты шахмат
Помимо общеизвестных классических шахмат, описанных в настоящей статье, существует большое количество других вариантов шахматной игры. Есть национальные варианты шахмат, распространённые, например, в Южной Азии: сянци, сёги, чанги, макрук. Некоторые варианты используют дополнительные фигуры и/или необычные доски: так, известны варианты на бо́льших по размеру досках, на круглых досках, с фигурами, объединяющими ходы коня и ладьи и/или коня и слона, с магараджей (фигура, объединяющая ходы ферзя и коня) вместо ферзя, курьерские шахматы, гексагональные шахматы (играются на шестиугольной доске, состоящей из полей-шестиугольников).
Существуют шахматы для более чем двух игроков: трёх- и четырёхсторонние шахматы, в которых за одной доской играют три или четыре игрока (пара на пару или каждый за себя), управляющие каждый своим комплектом фигур, а также «командные» варианты шахмат, где игра ведётся команда на команду на одной или нескольких досках, причём на ход партии за одной доской влияют действия более чем одного игрока из каждой команды (например, шведские шахматы).
Изобретением новых вариантов шахмат увлекались многие шахматные композиторы, а также учёные, шахматисты-любители и профессионалы. Известны, например, шахматы Капабланки — на доске 10×8, с двумя новыми фигурами. В последнее время приобретают всё большую популярность шахматы Фишера (или «шахматы-960») — игра по классическим правилам, но со случайной начальной расстановкой фигур на последних горизонталях. В части вариантов правила сохранились неизменными (или с небольшими изменениями), а изменена лишь начальная расстановка фигур. Кроме уже упомянутых шахмат Фишера, таковыми являются кингчесс и боевые шахматы.

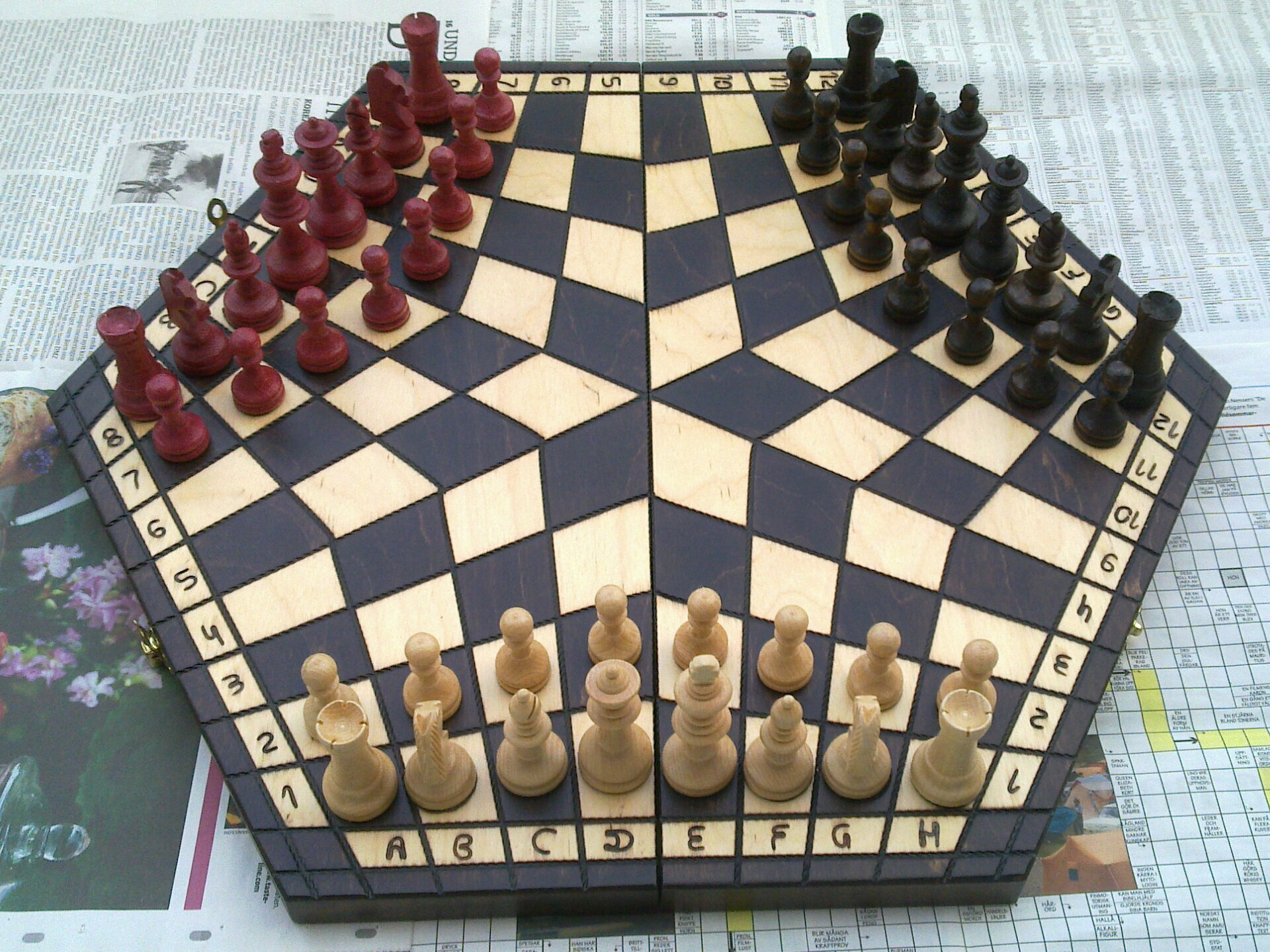
Шахматы для троих игроков на шестиугольной доске с четырёхугольными полями
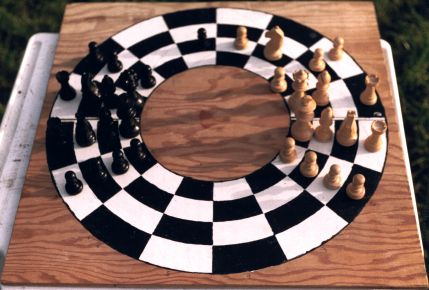
Современные круговые шахматы

## Шахматы как вид спорта
Шахматы представляют собой организованный вид спорта с иерархией званий, развитой системой регулярных турниров, национальными и международными лигами, шахматными конгрессами. Возникновение профессионального спорта привело к появлению профессиональных спортсменов, тренеров, журналистов, функционеров, опирающихся на любителей игры.

### Контроль времени

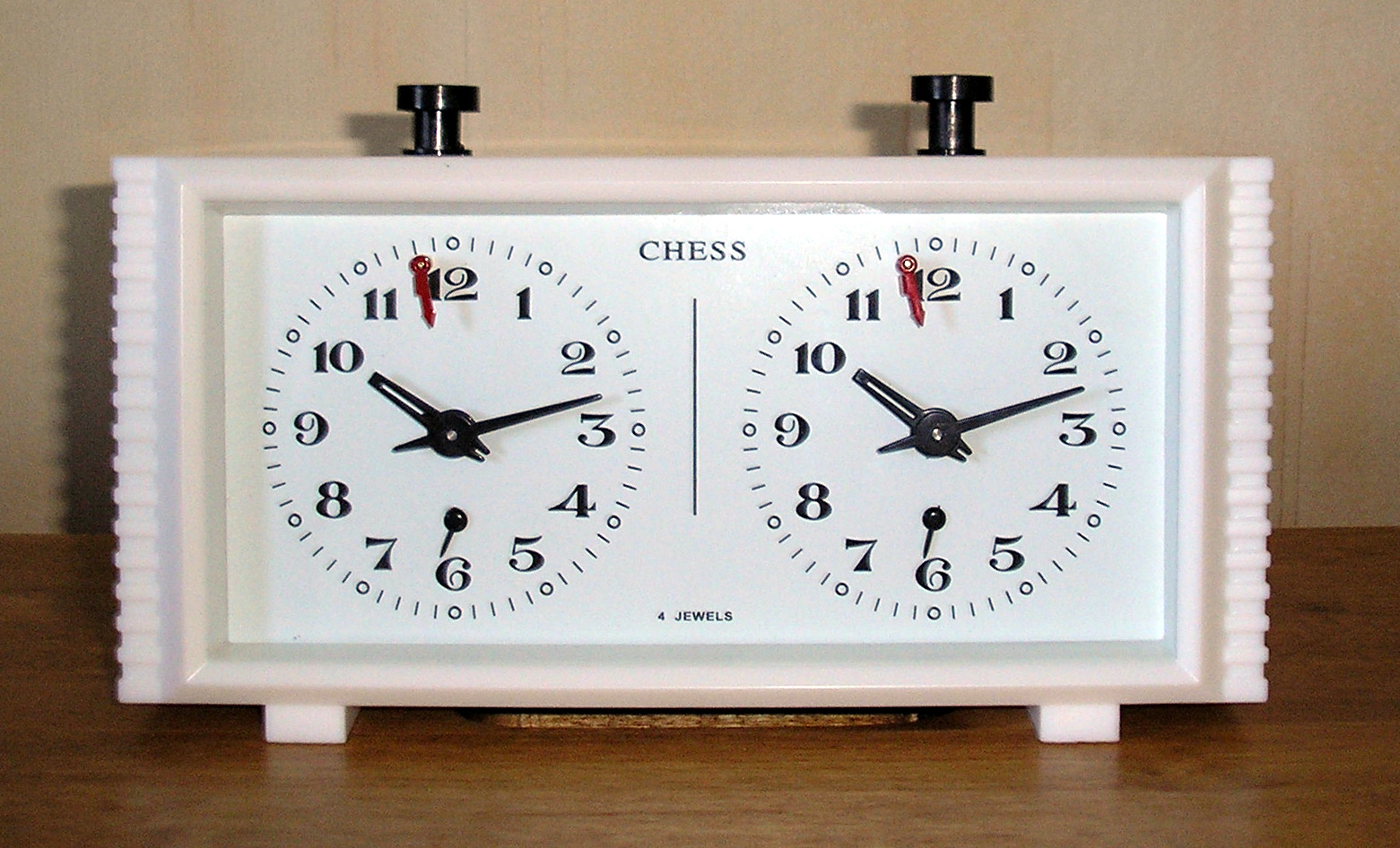
Механические шахматные часы

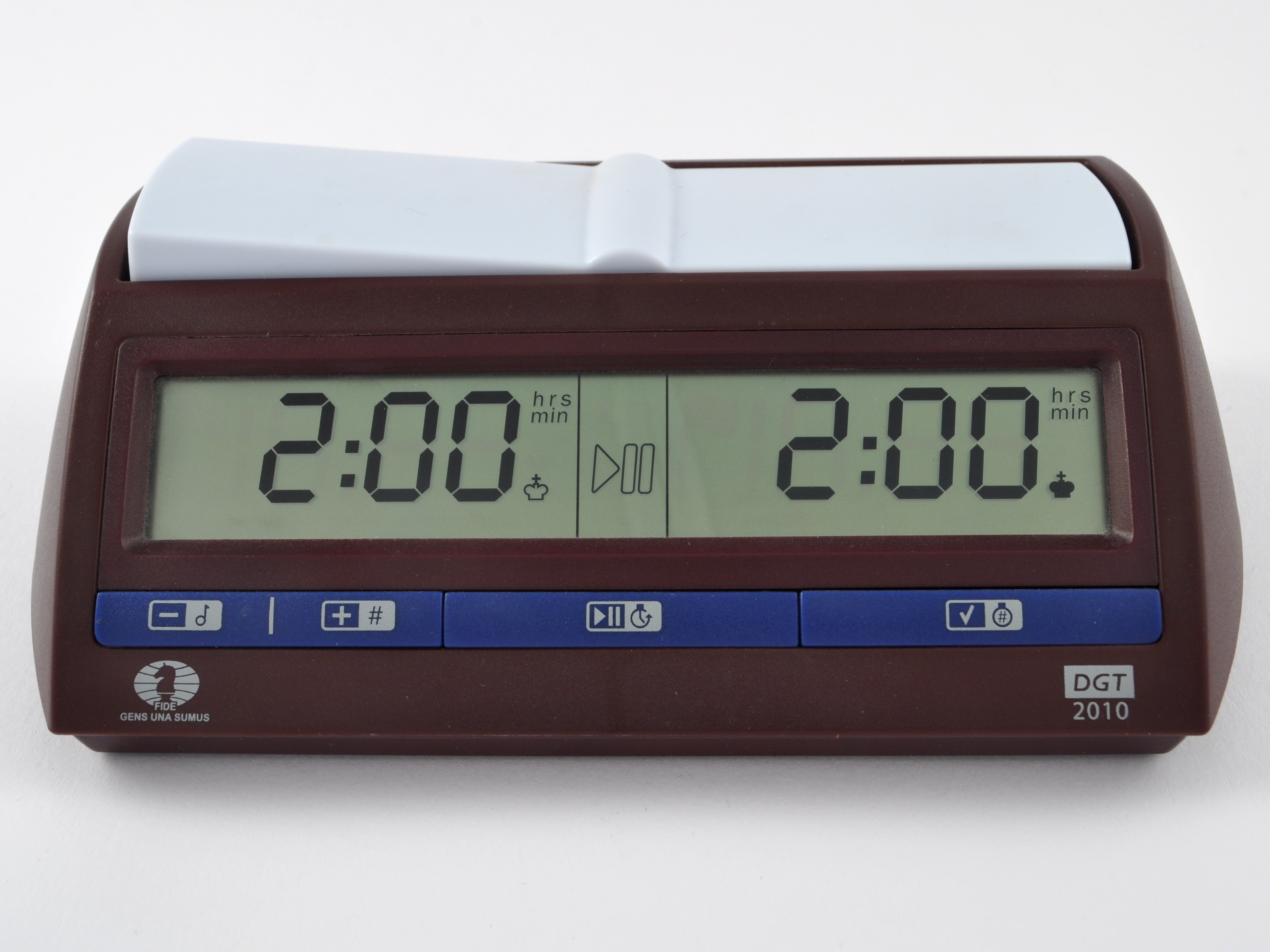
Электронные шахматные часы

С XIX века в шахматной игре используется контроль времени. Первоначально он осуществлялся при помощи песочных часов, а позднее, в 1883 году, англичанин Томас Брайт Уилсон (Thomas Bright Wilson) создал механические шахматные часы, которые, после ряда изменений, к началу XX века приняли современный вид: два часовых механизма, попеременно включаемых нажатием одной из двух кнопок. Момент истечения времени игрока фиксируется по падению маленькой красной стрелки («флажка»), поднимаемой минутной стрелкой часов. В игре появились понятия «цейтнот», «проигрыш по времени», «блиц», «игра на флажок», возможность ничьей в лучшей игровой ситуации, но с худшим временем.
В настоящее время все официальные партии всегда играются с контролем времени. Механические шахматные часы со временем почти не изменились, но сейчас всё чаще используются электронные, в которых возможно удобное задание сложных схем контроля времени и автоматический подсчёт ходов. В определённый правилами турнира момент начала партии судья запускает часы игрока, играющего белыми фигурами. Ранее правила турниров обычно определяли максимально допустимое время опоздания игрока, а также, возможно, дополнительный штраф за опоздание. Обычной практикой было удвоение времени опоздания; если игрок не начинал партию в течение половины основного лимита времени, ему засчитывалось техническое поражение за неявку. В последние годы чаще стало применяться правило «нулевого опоздания», то есть неявка фиксируется сразу, как только игрок не явился на партию вовремя. Часы при этом могут вообще не включаться.
Время игрока считается истёкшим, если флажок на его часах упал и этот факт заметил судья или заметил один из игроков и обратил внимание судьи. При этом игроку, у которого упал флажок, засчитывается поражение, кроме следующих случаев:
- если на доске стоит мат, поставивший его победил, независимо от того, чей флажок упал;
- если на доске пат или ничья в соответствии с правилом троекратного повторения позиции или правилом 50 ходов, засчитывается ничья;
- если партия не была закончена, но обнаружилось, что флажки упали у обоих игроков (такое может произойти при игре с механическими часами, если противник игрока, первым просрочившего время, не заметил падения флажка соперника и не остановил часы, а доиграл до падения собственного флажка), независимо от того, у кого первого истекло время, засчитывается ничья; если это произошло не в последнем периоде игры, партия продолжается;
- если тот из игроков, у которого флажок не упал, не может поставить мат в принципе, даже при самой худшей игре противника, засчитывается ничья.

Кроме соревнований с обычным ограничением времени также проводятся соревнования по рапиду (быстрым шахматам) и блицу (молниеносным шахматам).

#### Ничья в цейтноте
Если у игрока осталось менее 2 минут времени до конца партии, и он считает, «что партнёр не пытается выиграть партию нормальными средствами или что невозможно выиграть нормальными средствами», правила могут разрешать игроку остановить часы и обратиться к судье с требованием объявления ничьей.
Судья вправе:
- согласиться со мнением игрока и объявить ничью немедленно;
- отложить решение, при этом противнику могут быть добавлены 2 минуты, судья по возможности лично наблюдает за игрой и выносит решение до или после падения флажка; если судья согласен со мнением игрока, он обязан объявить ничью;
- сразу отклонить требование, в этом случае противнику добавляется 2 минуты времени (Правила ФИДЕ, статья 10).

Эти правила, однако, не применяются в блице (10 минут или менее на всю игру каждому противнику).

#### Правила обращения с часами
- Кнопку игровых часов следует нажимать той же рукой, которой делается ход. Без этого трудно однозначно определить, что произошло раньше — ход или переключение часов.
- Игроку запрещается держать палец на кнопке часов или «зависать» над ней.
- Запрещается нажимать часы с силой, поднимать, нажимать часы, прежде чем сделан ход, или стучать по ним.
- Игрок, которому необходимо вмешательство судьи (например, регистрация ничьей из-за троекратного повторения позиции), вправе остановить часы (механические часы останавливаются путём приведения обеих кнопок в «полунажатое» состояние, которое обычно делается одной рукой, электронные — нажатием специальной кнопки). Если судья сочтёт, что претензия игрока явно необоснованна, он может наказать игрока: предупредить его, оштрафовать (при условии, что сумма штрафа объявлена заранее), уменьшить время или его результат, добавить время или очки его противнику, засчитать нарушителю поражение, удалить его из нескольких туров или из всего соревнования.

### Шахматные организации

#### Международная шахматная федерация
Главным органом, занимающимся организацией международных шахматных соревнований, в настоящее время является ФИДЕ (FIDE, фр. Fédération Internationale des Échecs), организованная в 1924 г.. Во многих странах мира существуют также национальные организации шахматистов.
Хотя ФИДЕ является членом Международного олимпийского комитета, шахматы как таковые никогда не принадлежали к олимпийским видам спорта, однако в программу некоторых мультиспортивных соревнований шахматы включаются: например, шахматные турниры среди мужчин, женщин и смешанных команд проводились в рамках летней Универсиады 2011 года, летней Универсиады 2013 года; шахматы включены также в программу Азиатских игр.
По шахматам проводится отдельная Шахматная олимпиада, проходящая раз в два года и представляющая собой командное соревнование национальных сборных. Кроме того, шахматы входят в число пяти основных видов Всемирных интеллектуальных игр.

#### Иные международные шахматные объединения
Помимо ФИДЕ с конца XIX века было создано ещё несколько международных шахматных организаций, но все они просуществовали недолго. Первой была Международная ассоциация маэстро, организованная в 1898 году по инициативе ряда крупнейших игроков (маэстро) того времени — в первую очередь, Зигберта Тарраша — однако уже через несколько лет она распалась.
Несколько альтернативных шахматных организаций возникло по инициативе и при активном участии тринадцатого чемпиона мира Гарри Каспарова. Частично это было связано с открытым конфликтом между Каспаровым и президентом ФИДЕ Флоренсио Кампоманесом. В 1986 году по инициативе Гарри Каспарова была создана Международная ассоциация гроссмейстеров (МАГ). По идее создателя, она должна была играть роль «шахматного профсоюза» для профессиональных игроков, но оказалась невостребованной и уже через несколько лет прекратила своё существование.
В 1993 году — по инициативе Гарри Каспарова, бывшего в то время действующим чемпионом мира, и Найджела Шорта, победившего в очередном турнире претендентов — была создана Профессиональная шахматная ассоциация (ПША). В отличие от МАГ, это была коммерческая организация, главной задачей которой называлась организация шахматных соревнований, в первую очередь — чемпионата мира по шахматам. При этом Гарри Каспаров заявил, что, как чемпион мира по шахматам, только он обладает правами не только на звание, но и на титул чемпиона мира. ПША проводила собственное первенство мира по шахматам с корпоративным спонсорством Intel. В 1996 году в связи с нарушением Каспаровым договора с Intel ПША лишилась спонсорской поддержки и была распущена.
В 1998 году на открытии очередного шахматного турнира в Линаресе Каспаров и организатор этих турниров Луис Рентеро объявили об образовании новой шахматной организации, Всемирного шахматного совета (ВШС), целью которой будет отбор претендента на матч за звание чемпиона мира по шахматам с Гарри Каспаровым. Итогом деятельности ВШС стало проведение матча за первенство мира между Гарри Каспаровым и Владимиром Крамником в 2000 году. Это было единственное крупное достижение ВШС; организация вскоре обанкротилась и прекратила своё существование.

#### Международная федерация шахматной игры по переписке
В 1928 году создан Международный союз игры в шахматы по переписке (с 1951 года — Международная федерация игры в шахматы по переписке, ИКЧФ). Проводятся официально признанные чемпионаты мира, национальные первенства, есть рейтинг, международные и национальные спортивные звания (гроссмейстер ИКЧФ, мастер спорта России по переписке и др.). В настоящее время пересылка ходов проводится не только обычной почтой, но и электронной.

### Шахматные состязания

#### Матчи за звание чемпиона и чемпионки мира
Крупнейшими событиями в шахматах являются матч за звание чемпиона мира и матч за звание чемпионки мира проходящие раз в два года. В матче встречаются действующий чемпион (чемпионка) мира и победитель (победительница) отборочного турнира претендентов (претенденток). В матче предусмотрено 12 партий (максимальное число) с классическим контролем времени. Если никто из соперников не набирает 6½ очков, то проводится тай-брейк с укороченным контролем времени (быстрые шахматы).
Турниры претендентов и претенденток по шахматам проходят так же раз в два года, и являются заключительными этапами серии турниров для определения претендента (претендентки), которые сыграют с действующим чемпионом и действующей чемпионкой мира. В турнире принимают участие 8 гроссмейстеров.

#### Турниры
Основная статья: Шахматные турниры
Шахматные турниры обычно разделяются на мужские и женские. В каждом турнире может участвовать заранее определённое количество игроков. Наиболее распространены соревнования индивидуальные мужские и женские, а также командные. Помимо этого проводятся турниры для определённой возрастной группы: детские, юношеские, среди ветеранов.
Под эгидой ФИДЕ проходит ряд крупных шахматных турниров, победители и финалисты которых получают места в турнире претендентов:
- Гран-при ФИДЕ
- Кубок мира по шахматам
- Большая швейцарка ФИДЕ

Регулярные командные соревнования по шахматам включают:
- Шахматную олимпиаду
- Командный чемпионат мира по шахматам
- Командный чемпионат Европы по шахматам

Одними из наиболее признанных индивидуальных шахматных соревнований являются шахматные турниры:
- Вейк-ан-Зее
- Сент-Луис

Проводятся также национальные турниры, чемпионаты континентов. Помимо этих престижных соревнований, ежегодно по всему миру проводятся множество других шахматных турниров, матчей и фестивалей, предназначенных для игроков всех уровней.

#### Турниры в России
- Кубок России
- Командный чемпионат России
- Чемпионат России

### Заочные шахматы
Состязания в абстрактных играх, прежде всего в шахматах и шашках, возможно проводить «не видя партнёра», когда соперники находятся на значительном расстоянии друг от друга. Таким способом, например, проводились первые чемпионаты мира среди шахматных программ, когда ЭВМ физически не могли «ездить» на соревнования.
До недавнего времени самой популярной формой проведения соревнований была игра по переписке, в наши дни — игра онлайн. Помимо них, игры шли по телеграфу, телефону, радио.

## Шахматы как искусство
Шахматы — это интеллектуальная игра, вызывающая значительный интерес с эстетической точки зрения. Как любая творческая деятельность, шахматы сочетают в себе 3 компонента: идею, реализацию идеи и зрителя. Обычно выделяют следующие критерии для оценки эстетической ценности шахматной идеи: точность комбинации, сложность плана, оригинальность замысла, целесообразность ходов, разнообразие скрытых угроз и т. д. Способность шахматиста создавать красивые интеллектуальные объекты позволяет определять шахматы как искусство.

### Проблема определения шахмат как искусства
Главной проблемой определения шахмат как искусства является спортивный аспект данной игры.
В работе «Прекрасный и яростный мир» Д. И. Бронштейн и Г. Л. Смолян отмечают, что ценность шахмат состоит в их «глубоком эстетическом воздействии, которое отличается от переживания и сопереживания спортивной победы и поражения».
К проблеме определения шахмат как искусства также обращался П. Н. Хамбл. Он утверждает, что соревновательный и эстетический аспекты в шахматах тесно переплетаются. На некоторые из эстетических суждений, которые выносятся зрителем, может прямо или косвенно повлиять конкурентный характер игры. Так, успешно проведённая комбинация в условиях сложной позиции и цейтнота окажет наибольший эстетический эффект, чем если бы она была разработана в тиши кабинета. И хотя интеллектуальная красота комбинации никак не зависит от обстоятельств, в которых она была проведена, но в первом случае её эстетические качества будут «окрашены» драматическими условиями, и поэтому наблюдатель оценит такую комбинацию выше.
С точки зрения игрока также можно проследить взаимосвязь эстетического и спортивного аспектов. Вслед за Д. И. Бронштейном и Г. Л. Смоляном, Хамбл утверждает, что в шахматах чувство красоты руководит выбором наилучшего плана и хода. Благодаря эстетическому чувству шахматист способен правильно оценить позицию, отыскать скрытую комбинацию, не прибегая к сложным многовариантным расчётам.
С критикой концепции Хамбла выступил Равилиус. Он указывает на то, что Хамбл путает эстетическое наслаждение, полученное в результате созерцания прекрасных комбинаций, с удовольствием, которое испытывают зрители от соревновательного элемента в хорошо сыгранной шахматной партии. Партии мастеров могут отличаться «гармонией формы и свободной игрой воображения», но стремление шахматистов к подобной игре является вторичным по отношению к их воле к победе, подобно тому, как в боксе рассуждения о стиле подчиняются главной цели — настигнуть соперника. Кроме того, стремясь разрушить планы друг друга, шахматисты-соперники тем самым препятствуют рождению эстетического эффекта. Поэтому лишь в шахматной композиции полностью реализуются эстетические качества шахмат. Ведь, ввиду отсутствия противника, шахматный композитор не испытывает никаких ограничений для воплощения своих идей на доске.

### Подходы к определению шахмат как искусства
Д. И. Бронштейн и Г. Л. Смолян выделяют четыре фактора, обуславливающие творческий характер шахмат:
- Радость, которую получает шахматист, создавая художественные ценности самостоятельно.
- Зритель, к которому обращены данные ценности. Без публики шахматисты не испытывают творческое напряжение, и их «остывшая душа оказывается в плену бесчисленных вариантов»[11].
- Красота, для одних шахматистов и зрителей проявляющаяся в строгости, законченности и силе логических построений, для других — в простоте, а для третьих красота рождается в борьбе против очевидного. В целом же, можно выделить «эстетические инварианты», которыми восхищаются и которые ожидают увидеть все неравнодушные к шахматам. К таким инвариантам авторы относят: комбинации, манёвры, ловушки, сложную логику плана и геометрическую гармонию взаимодействия.
- Гибкая среда, которая позволяет игроку выйти за пределы чистой мысли и проверить силу своих идей на доске.

В своём определении шахмат как искусства Хамбл во многом ссылается на Д. И. Бронштейна и Г. Л. Смоляна. Так, он формулирует следующие условия, которым должна удовлетворять шахматная партия как произведение искусства:
- шахматная партия должна доставлять эстетическое удовольствие;
- шахматная партия должна обладать «эстетическими качествами» (например, целесообразность ходов, точность комбинаций, наличие скрытых угроз и т. д.);
- шахматная партия должна быть уникальной (оригинальность замысла).

Хамбл не рассматривает шахматные партии в качестве великих произведений искусства, так как они «по своей природе не способны раскрыть глубокие проблемы человечества, поднимаемые великим искусством». Поэтому Хамбл определяет шахматы как искусство малых форм, в отличие от живописи, музыки и т. д.
Для Равилиуса именно шахматная композиция выступает редкой формой шахмат, в которой полностью реализуются эстетические качества данной игры. Это обусловлено, во-первых, тем, что благодаря отсутствию соперника проблемист получает полную свободу для осуществления своих идей. Во-вторых, в шахматных композициях эстетический эффект достигается и усиливается не за счёт внешних обстоятельств (например, цейтнота), но внутренних ресурсов самой композиции. Так, для создания поистине захватывающих ситуаций проблемисты могут изменять правила шахмат, добавлять новые фигуры, приписывать уже существующим фигурам новые способности и т. д. (например, «сказочные шахматы»). В других отношениях шахматные композиции удовлетворяют «необходимым и достаточным условиям» Хамбла, чтобы быть рассмотрены в качестве произведений искусства.
- Шахматная композиция уникальна, то есть содержит оригинальный авторский замысел.
- Шахматная композиция так же, как и партия, обладает эстетическими качествами. Но эти качества по определению присущи композиции, в то время как для турнирной партии они не существенны.

Равилиус относит шахматную композицию к произведениям классического искусства, в которых прежде всего ценится слаженность элементов, подчинённость средств определённой цели и т. д. Так, он обращает внимание на близость шахмат к музыке: «Из всех видов искусства они являются наименее референтными. … Писатели, которые затронули эту тему, почти единодушно отмечают, что удовольствия, связанные с прослушиванием музыкального произведения и изучением шахматной композиции, имеют одну природу». Между музыкой и шахматами есть и существенная разница. Причину, по которой шахматная композиция есть искусство малых форм, Равилиус видит в ограниченности её выразительного языка.

## Шахматы и религия

### Христианство
До XV века единых правил шахмат не было, и наряду с шахматами — чисто логической игрой, в Европе между XI и XIV веками играли в азартную игру — шахматы с кубиками (англ. Dice chess), в которой ход шахматных фигур на доске зависит от случайного числа, выпадающего на гранях игральных костей. Строгого разделения на логические шахматы и азартные шахматы в это время не было. Запреты, издававшиеся против шахмат, были направлены в первую очередь против азартной игры — шахмат с кубиками — как разновидности игры в кости.

#### Католичество
В 1061 году католический кардинал Пётр Дамиани издал указ о запрете шахмат среди духовенства, охарактеризовав шахматы как «измышление дьявола» по причине развития страсти к шахматам у многих людей. Противниками шахмат были Ян Гус, Бернар Клервосский (1128), французский епископ Аид Сюлли (в 1208 г. запретил патерам играть в шахматы). Некоторые европейские короли того времени также запрещали шахматы под влиянием церковного запрета. При этом наиболее сильными и известными шахматистами XVI века были именно представители духовенства: Лоренцо Буснардо, Альфонсо Серон, Руй Лопес де Сегура.
В шахматных кругах распространено мнение, что папа Иоанн Павел II серьёзно увлекался шахматами, однако документальные подтверждения этому отсутствуют.

#### Православие
Слово «шахматъι» древнерусского языка означает как «шашки», так и собственно «шахматы», и шахматы с кубиками.
На Руси соборного запрета православной церкви на игру в шашки и шахматы до XVI века не было. В отдельные издания Кормчих книг безымянные авторы записывали некое указание на то, чтобы отказаться от этих игр, например, в Кормчей 1262 года, в Кормчей 1284 года записано следующее: «Лѣкъι и шахматъι имети да сѧ ωстанеши».
В Паисиевском сборнике конца XIV века — начала XV века в апокрифе «От апостольских заповедей» говорится следующее: «Аще хто от клирикъ їли колугеръ… играетъ шахматы їли лѣки, да їӡвержетьсѧ сана».
Соборный запрет на игры: зернь, шашки, шахматы, шахматы с кубиками и кости был принят в 1551 году Стоглавым собором:
Святаго вселенского шестого собора правило 50 и 51 запрещает всякое играние. Пятьдесятное убо правило собора сего возбраняет играти всем и причетником, и мирским человеком зернью и шахматы, и тавлеями, и влириями, рекше костьми, и прочими таковыми играми. 51 правило всякое играние возбраняет и отметает и причетникам, и простым людем.Глава 92 Стоглавого собора «О игрищах еллинского беснования»
Английский дипломат Джером Горсей сообщает, что Иван Грозный, в правление которого был принят этот запрет, скончался за партией в шахматы.
Рассказ Горсея был положен в основу сюжета картины Маковского «Смерть Ивана Грозного» (1888).
В Книге Домострой XVI века о шахматах говорится как об игре бесовской:
«и возрадуются беси и приидут волю свою улучив и вся угодная творится им да такоже бесчиньствуют и зернью и шахматы, и всякими играми бесовскими тешатся».
Сведений об официальной отмене церковного запрета на шахматы нет, но, по крайней мере, с XVII—XVIII века этот запрет фактически не действовал (как и многие другие старые церковные запреты, касавшиеся не религиозной, а культурной и бытовой сферы, например запрет на бритьё бороды). Любимым развлечением царя Алексея Михайловича (1645—1676) была игра в шахматы (и другие близкие им настольные игры: тавлеи, саки…), он лично заботился о том, чтобы его сыновья Алексей, Фёдор и Пётр научились этой игре. На картине русского художника Вячеслава Шварца «Сцена из домашней жизни русских царей» (1865) предстаёт царь Алексей Михайлович, играющий в шахматы с боярином.
В настоящее время официальная православная церковь не препятствует прихожанам играть в шахматы, проводятся шахматные турниры, поддерживаемые церковью, на православных сайтах можно встретить статьи и на шахматные темы.
В то же время отдельные священнослужители и сейчас выступают против шахмат. Так, дьякон Андрей Кураев резко отрицательно отозвался о шахматах:

Мерзкое время — шахматный турнир, даже подростковый. В ночь перед партией какого только зла не пожелаешь своему сопернику. Дело в том, что если играешь в футбол и проиграл Ваньке — ну и что, ну подумаешь, у Ваньки ноги длиннее, переживу… Но если я играл в шахматы и проиграл Изе — это что же, эта морда жидовская умнее меня, получается?! То есть понимаете, человек в гораздо большей степени отождествляет себя со своим умом, чем с мышцами, и поэтому проигрыш в интеллектуальном состязании гораздо более досаден и обиден. Может быть, по этой причине мир профессиональных шахмат — это просто гадюшный мир, где все друг друга ненавидят, кусают, подсиживают и так далее.

Впрочем, впоследствии А. Кураев признал, что современные шахматы — не запретная игра. По его мнению, те «шахматы», которые запретил Стоглавый собор, были формой гадания.

### Ислам
В Коране и Сунне игра в шахматы не упоминается (в отличие от нард, которые считаются как минимум нежелательным (макрух) занятием). Среди богословов прошлого не было единого мнения по поводу разрешённости или запретности шахмат. Некоторые считали шахматы запретным (харам) или нежелательным (макрух) занятием, другие — разрешённым. Современные богословы, такие, как Рамадан аль-Буты и имам аль-Кардави, также считают шахматы разрешёнными при выполнении некоторых[каких?] условий.
Асар о шахматах:

Однажды Имам Али подошёл к людям, игравшим в шахматы, и сказал: «Что это за статуи, которые так занимают вас? Держать раскалённый уголь лучше для вас, нежели держать их». На вопрос о шахматах Имам Али ответил: «Шахматы — потворство персам (зороастрийцам)»— асар, переданный Аль-Байхаки

## В литературе
- Голицын С. В. Волк и шахматы: Рассказ кн. Сергия Владимировича Голицына. — Москва: тип. Т. Рис, 1878. — 32 с.
- Данько Е. Я. Шахматы: [стихи для детей] / рис. Н. Купреянов. — [Москва]: Государственное издательство, 1930. — 16 с.
- Александр Казанцев. Дар Каиссы. — Сборник научно-фантастических повестей и рассказов с элементами шахмат. — М.: Физкультура и Спорт, 1983. — 272 с. — 100 000 экз.
- Перес-Реверте, Артуро. Осада, или Шахматы со смертью / [пер. с исп. А. Богдановского]. — Москва: Эксмо, 2014. — 719 с. — (Обаяние тайны. Проза Артуро Перес-Реверте).
- Орос, Иштван. Шахматы на острове: повесть о партии, повлиявшей на судьбы мира / [перевод с венгерского: Вячеслав Середа]. — Москва: Три квадрата, 2018. — 230, [1] с.

## В искусстве
Шахматы играют важную роль во многих произведениях литературы, кинематографа, в изобразительном искусстве (в частности, в живописи) и других направлениях искусства.
Помимо огромного числа произведений, где игра в том или ином виде упоминается вскользь, существуют и такие, в которых шахматы являются основой сюжета, или играют важную роль в какой-то его части, или просто заметно выделяются автором.

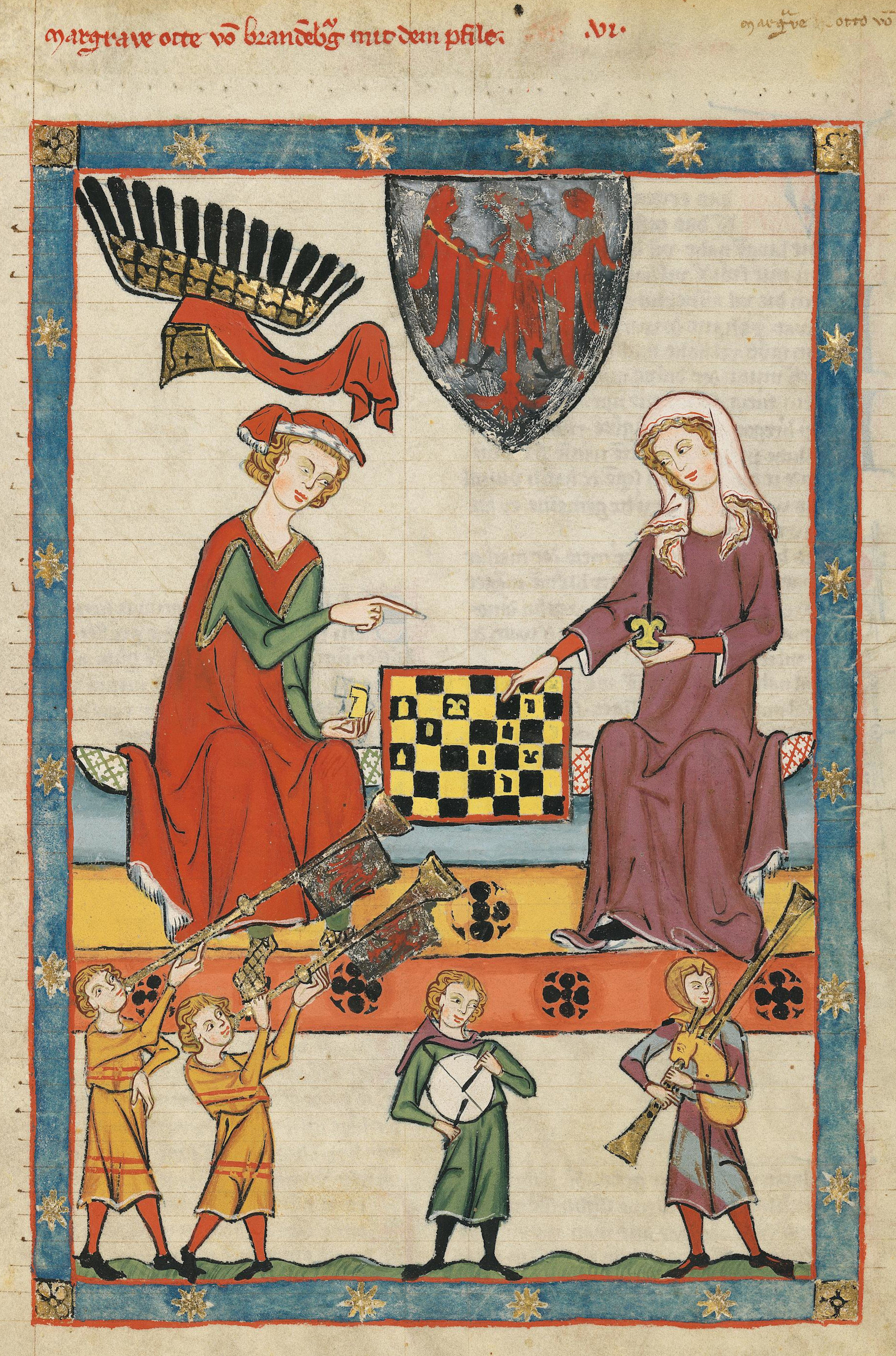
Игроки в шахматы на изображении 1320 года
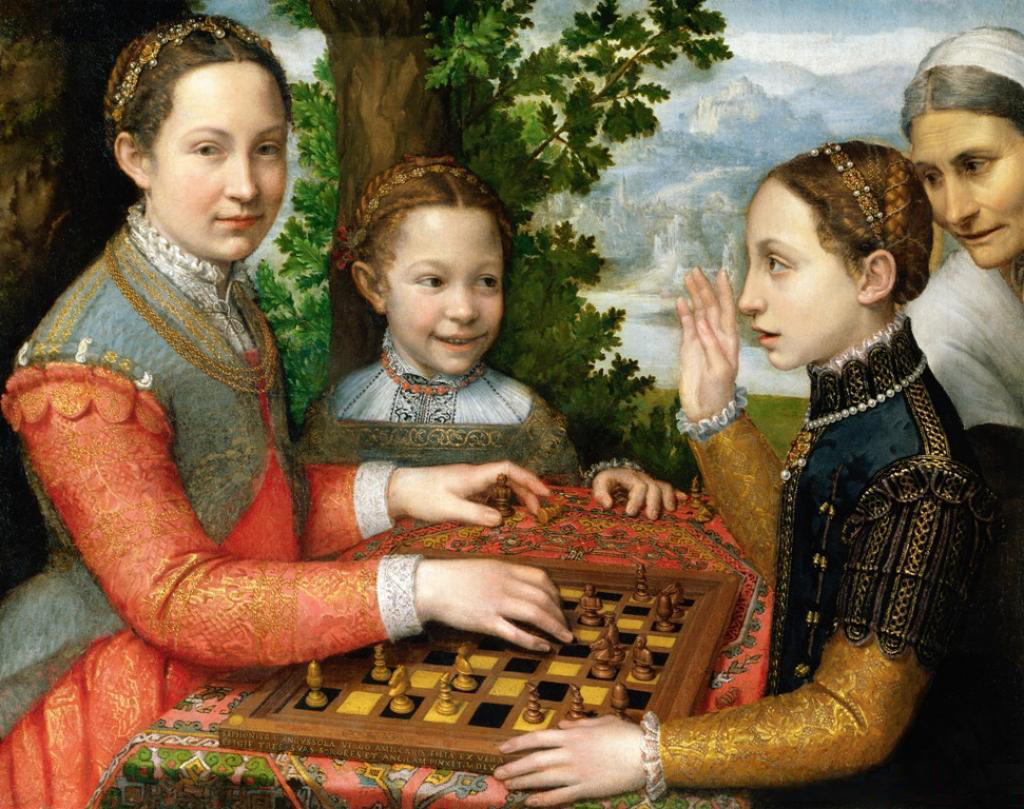
Ангишола, Софонисба, «Игра в шахматы» (1555)
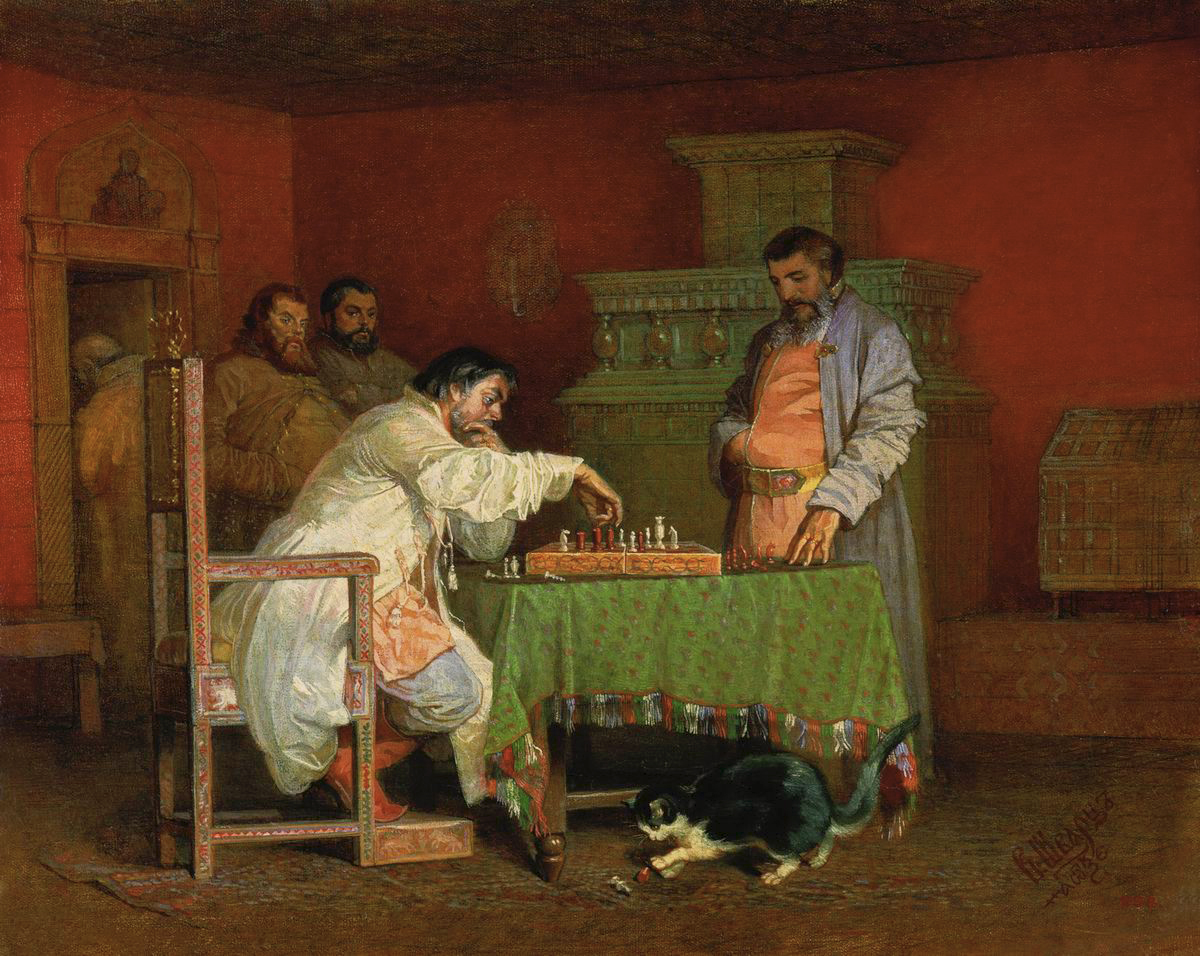
Сцена из домашней жизни русских царей, 1865
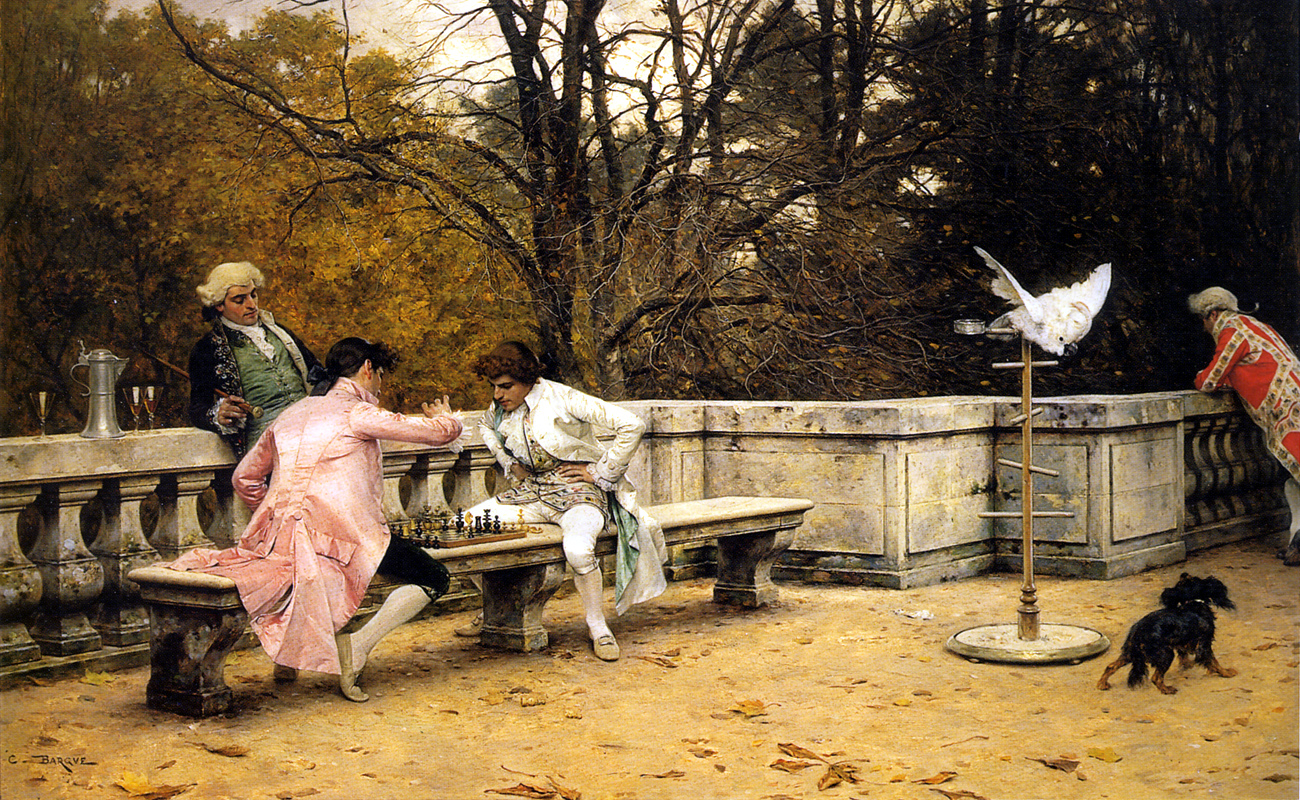
Игра в шахматы на террасе, 1882—1883